# Segunda División de España 2014-15
La Segunda División de España 2014/15 fue la 84.ª edición de la competición, conocida por motivos publicitarios como Liga Adelante. El torneo lo organiza la Liga Nacional de Fútbol Profesional. Comenzó el 23 de agosto de 2014 y finalizó el 21 de junio de 2015.
Para esta temporada se da el regreso de los siguientes equipos: Albacete Balompié, Racing de Santander y Club Deportivo Leganés, quienes estuvieron tres, una y diez temporadas, respectivamente, en la Segunda División B; también se dio el ascenso, por primera vez a la Segunda División, de la Unió Esportiva Llagostera. Llegan para ocupar los puestos de los descendidos Real Madrid Castilla, Real Jaén Club de Fútbol, Hércules Club de Fútbol y Real Murcia Club de Fútbol, este último descendido de forma administrativa.
De igual manera, descienden de primera división el Club Atlético Osasuna, el Real Valladolid Club de Fútbol y el Real Betis Balompié, y ascienden la Sociedad Deportiva Eibar, por primera vez en su historia; el Real Club Deportivo de La Coruña, luego de un año de haber descendido, y el Córdoba Club de Fútbol, después de 42 años de no pisar el máximo circuito español.
El campeón fue el Real Betis Balompié, logrando el título en la jornada 40 al llegar a 84 puntos, mismos con los que se quedó al final de la campaña, y quedando 6 puntos por encima de su más cercano perseguidor, el Girona Fútbol Club quien tenía 78 en esa fecha del campeonato, pero por el primer criterio de desempate, el conjunto andaluz tenía ventaja sobre el equipo catalán. Con esto, la escuadra sevillana logró su séptimo título de la categoría de plata, lo que le ratificó como el segundo equipo más ganador de la Segunda División, sólo estando por debajo del Real Murcia Club de Fútbol, quien ocupa el primer lugar con 8 dianas.

## Sistema de competición
La Segunda División de España 2014/15 estuvo organizada por la Liga Nacional de Fútbol Profesional (LFP).
Como en temporadas precedentes, constará de un grupo único integrado por 22 clubes de toda la geografía española. Siguiendo un sistema de liga, los 22 equipos se enfrentaran todos contra todos en dos ocasiones —una en campo propio y otra en campo contrario— sumando un total de 42 jornadas. El orden de los encuentros se decidió por sorteo antes de empezar la competición.
La clasificación final se estableció con arreglo a los puntos obtenidos en cada enfrentamiento, a razón de tres por partido ganado, uno por empatado y ninguno en caso de derrota. Si al finalizar el campeonato dos equipos igualasen a puntos, los mecanismos para desempatar la clasificación son los siguientes:
1. El que tenga una mayor diferencia entre goles a favor y en contra en los enfrentamientos entre ambos.
2. Si persiste el empate, se tendrá en cuenta la diferencia de goles a favor y en contra en todos los encuentros del campeonato.

Si el empate a puntos se produce entre tres o más clubes, los sucesivos mecanismos de desempate son los siguientes:
1. La mejor puntuación de la que a cada uno corresponda a tenor de los resultados de los partidos jugados entre sí por los clubes implicados.
2. La mayor diferencia de goles a favor y en contra, considerando únicamente los partidos jugados entre sí por los clubes implicados.
3. La mayor diferencia de goles a favor y en contra teniendo en cuenta todos los encuentros del campeonato.
4. El mayor número de goles a favor teniendo en cuenta todos los encuentros del campeonato.
5. El club mejor clasificado con arreglo a los baremos de fair play.

### Efectos de la clasificación
El equipo que más puntos sume al final del campeonato será proclamado campeón de la Liga de Segunda División y obtendrá automáticamente el ascenso a Primera División para la próxima temporada, junto con el subcampeón. Los cuatro siguientes clasificados —puestos del 3.º al 6.º, excluyendo los equipos filiales que ocupen dichas posiciones en la tabla— disputarán un play-off por eliminación directa a doble partido —ida y vuelta— cuyo vencedor final obtendrá también la promoción de categoría. Las plazas en Segunda División de los tres equipos ascendidos serán cubiertas la próxima temporada por los tres últimos clasificados, esta temporada, en Primera.
Por su parte, los cuatro últimos clasificados de Segunda División —puestos del 19.º al 22.º— serán descendidos a Segunda División B. De esta, ascenderán los cuatro ganadores de la promoción para reemplazar a los equipos relegados.

## Ascensos y descensos
Un total de 22 equipos disputan la liga, incluyendo quince equipos de la temporada anterior, cuatro ascendidos de Segunda B y tres descendidos de Primera División.
| Pos.  | Ascendidos a 1.ª División |
| ----- | ------------------------- |
| 1º    | S. D. Eibar               |
| 2º    | R. C. Deportivo La Coruña |
| Prom. | Córdoba C. F. (7º) *      |

| Pos. | Descendidos de 1.ª División |
| ---- | --------------------------- |
| 18.º | C. A. Osasuna               |
| 19.º | Real Valladolid C. F.       |
| 20.º | Real Betis Balompié         |

| Pos. | Descendidos a 2.ª División B |
| ---- | ---------------------------- |
| 4.º  | Real Murcia C. F. *          |
| 20.º | Real Madrid Castilla         |
| 21.º | Real Jaén C. F.              |
| 22.º | Hércules C. F.               |

| Pos.      | Ascendidos de 2.ª División B |
| --------- | ---------------------------- |
| 1.º (IV)  | Albacete Balompié            |
| 1.º (I)   | Racing de Santander          |
| 1.º (III) | U. E. Llagostera             |
| 2.º (II)  | C. D. Leganés                |

- Nota: El Real Murcia descendió a Segunda B por incumplimiento de los requisitos económico-financieros exigidos por la LFP. Su vacante es ocupada por el CD Mirandés.[1] El club pimentonero presentó una demanda, que inicialmente dejó en suspenso el descenso administrativo, pero finalmente los tribunales revocaron dicha decisión, confirmando el descenso del equipo murciano.[2]

- Nota: El Córdoba CF jugó la promoción de ascenso siendo el séptimo clasificado debido a la tercera posición alcanzada por el filial del FC Barcelona.

## Equipos

### Datos de los equipos
| Equipo              | Entrenador                  | Ciudad                     | Estadio                                        | Aforo  | Marca   | Patrocinador principal | Otros patrocinadores                                        |
| ------------------- | --------------------------- | -------------------------- | ---------------------------------------------- | ------ | ------- | ---------------------- | ----------------------------------------------------------- |
| Alcorcón            | José Bordalás               | Alcorcón                   | Santo Domingo                                  | 6000   | Erreà   | Novanca                | Centro Comercial Tres Aguas                                 |
| Albacete            | Luis César                  | Albacete                   | Carlos Belmonte                                | 17 524 | Hummel  | Aurgi                  | La Tribuna Alba de la Mancha Bodegas Iniesta                |
| Sabadell            | Juan Carlos Mandiá          | Sabadell                   | Nova Creu Alta                                 | 11 981 | Kelme   |                        | Estrella Damm Banco Sabadell                                |
| Osasuna             | Enrique Martín              | Pamplona                   | El Sadar                                       | 19 553 | Adidas  | Lacturale              | Nevir Caja Navarra                                          |
| Leganés             | Asier Garitano              | Leganés                    | Municipal de Butarque                          | 8138   | Joma    | Novanca                | Ayuntamiento de Leganés Tele-Taxi Goldenpark.es La Quiniela |
| Lugo                | Quique Setién               | Lugo                       | Anxo Carro                                     | 8000   | CDLU    | Estrella Galicia 0,0   | Abanca                                                      |
| Mirandés            | Carlos Terrazas             | Miranda de Ebro            | Anduva                                         | 7000   | Erreà   | Vivir Miranda          | CaixaBank                                                   |
| Numancia            | Juan Antonio Anquela        | Soria                      | Los Pajaritos                                  | 9025   | Erreà   | Soria Natural          | Caja Rural de Soria                                         |
| Tenerife            | Raül Agné                   | Santa Cruz de Tenerife     | Heliodoro Rodríguez López                      | 24 000 | Hummel  | Tenerife               | Air Europa                                                  |
| Alavés              | Alberto López               | Vitoria                    | Mendizorroza                                   | 19 940 | Hummel  | Euskaltel              |                                                             |
| Barcelona "B"       | Jordi Vinyals               | Barcelona                  | Mini Estadi                                    | 15 276 | Nike    | Qatar Airways          | Unicef Beko                                                 |
| Girona              | Pablo Machín                | Gerona                     | Montilivi                                      | 9286   | Kappa   | La Bruixa d'Or         | Serveis Master                                              |
| Betis               | Pepe Mel                    | Sevilla                    | Benito Villamarín                              | 52 500 | Macron  |                        |                                                             |
| Mallorca            | Miquel Soler                | Palma de Mallorca          | Iberostar Estadio                              | 23 142 | Macron  | Air Europa             | Meliá Hoteles                                               |
| Recreativo          | José Domínguez              | Huelva                     | Nuevo Colombino                                | 21 670 | Adidas  |                        | Nutrición Center                                            |
| Racing de Santander | Javi Pinillos               | Santander                  | El Sardinero                                   | 22 222 | Kelme   | Nutrilite              | Nevir                                                       |
| Sporting de Gijón   | Abelardo Fernández          | Gijón                      | El Molinón                                     | 30 000 | Kappa   | Gijón                  | Ternera Asturiana Air Europa                                |
| Valladolid          | Joan Francesc Ferrer "Rubi" | Valladolid                 | José Zorrilla                                  | 26 512 | Hummel  | Cuatro Rayas           | El Norte de Castilla En tu corazón... Valladolid CYLTV      |
| Zaragoza            | Ranko Popović               | Zaragoza                   | La Romareda                                    | 34 596 | Mercury | Caravan Fragancias     | Quirón                                                      |
| Ponferradina        | Manolo Díaz                 | Ponferrada (León)          | El Toralín                                     | 8800   | Adidas  | Bio3                   |                                                             |
| Llagostera          | Lluís Carrillo              | Llagostera (Gerona)        | Estadi Municipal de Futbol Palamós-Costa Brava | 5824   | Gedo    | City Lift              | Tèxtil Tarragó                                              |
| Las Palmas          | Paco Herrera                | Las Palmas de Gran Canaria | Gran Canaria                                   | 31 250 | Acerbis | Gran Canaria           | CaixaBank                                                   |

### Cambios de entrenadores
| Equipo                        | Entrenador (jornadas)                                                               |
| ----------------------------- | ----------------------------------------------------------------------------------- |
| U. E. Llagostera              | Santi Castillejo (1-9) Lluís Carrillo (10-42)                                       |
| C. E. Sabadell F. C.          | Miquel Olmo (1-14) Álex García (15-23) Chus Serrano (24) Juan Carlos Mandiá (25-42) |
| Real Zaragoza                 | Víctor Muñoz (1-14) Ranko Popović (15-42)                                           |
| Real Betis Balompié           | Julio Velázquez (1-14) Juan Merino (15-18) Pepe Mel (19-42)                         |
| C. D. Tenerife                | Álvaro Cervera (1-23) Raül Agné (24-42)                                             |
| Barcelona "B"                 | Eusebio Sacristán (1-24) Jordi Vinyals (25-42)                                      |
| R. C. D. Mallorca             | Valeri Karpin (1-24) Miquel Soler (25-42)                                           |
| Recreativo de Huelva          | José Luis Oltra (1-24) Juanma Pavón (25-31) José Domínguez (32-42)                  |
| C. A. Osasuna                 | Jan Urban (1-27) José Manuel Mateo (28-36) Enrique Martín (37-42)                   |
| Real Racing Club de Santander | Paco Fernández (1-27) Javi Pinillos (28-42)                                         |

### Equipos por Comunidad Autónoma
| \| Com. Autónoma \| N. \| Equipos \| \| ------------------- \| -- \| -------------------------------------------------- \| \| Castilla y León \| 4 \| Real Valladolid, Numancia, Mirandés y Ponferradina \| \| Cataluña \| 4 \| Barcelona B, Sabadell, Girona y Llagostera \| \| Andalucía \| 2 \| Real Betis Balompié y Recreativo de Huelva \| \| Canarias \| 2 \| Tenerife y Las Palmas \| \| Comunidad de Madrid \| 2 \| Alcorcón y Leganés \| \| Aragón \| 1 \| Zaragoza \| \| Asturias \| 1 \| Sporting de Gijón \| \| Cantabria \| 1 \| Racing \| \| Castilla-La Mancha \| 1 \| Albacete \| \| Galicia \| 1 \| Lugo \| \| Islas Baleares \| 1 \| Mallorca \| \| Navarra \| 1 \| Osasuna \| \| País Vasco \| 1 \| Alavés \| | Real Betis Barcelona "B" Osasuna Real Valladolid Albacete Racing Numancia Tenerife Real Zaragoza Alcorcón Leganés Girona Sabadell Llagostera Mallorca Recreativo Alavés Lugo Ponferradina Sporting Las Palmas Mirandés |                                                    |
| Com. Autónoma | N. | Equipos                                            |
| Castilla y León | 4 | Real Valladolid, Numancia, Mirandés y Ponferradina |
| Cataluña | 4 | Barcelona B, Sabadell, Girona y Llagostera         |
| Andalucía | 2 | Real Betis Balompié y Recreativo de Huelva         |
| Canarias | 2 | Tenerife y Las Palmas                              |
| Comunidad de Madrid | 2 | Alcorcón y Leganés                                 |
| Aragón | 1 | Zaragoza                                           |
| Asturias | 1 | Sporting de Gijón                                  |
| Cantabria | 1 | Racing                                             |
| Castilla-La Mancha | 1 | Albacete                                           |
| Galicia | 1 | Lugo                                               |
| Islas Baleares | 1 | Mallorca                                           |
| Navarra | 1 | Osasuna                                            |
| País Vasco | 1 | Alavés                                             |

## Clasificación
| Pos. | Equipo                         | Pts. | PJ | G  | E  | P  | GF | GC | Dif. | Clasificación                 |
| ---- | ------------------------------ | ---- | -- | -- | -- | -- | -- | -- | ---- | ----------------------------- |
| 1    | Real Betis Balompié (C, A)     | 84   | 42 | 25 | 9  | 8  | 73 | 40 | +33  | Ascenso a Primera División    |
| 2    | Sporting de Gijón (A)          | 82   | 42 | 21 | 19 | 2  | 57 | 27 | +30  | Ascenso a Primera División    |
| 3    | Girona F. C.                   | 82   | 42 | 24 | 10 | 8  | 63 | 35 | +28  | Acceso a Playoff de ascenso   |
| 4    | U. D. Las Palmas (A)           | 78   | 42 | 22 | 12 | 8  | 73 | 47 | +26  | Acceso a Playoff de ascenso   |
| 5    | Real Valladolid C. F.          | 72   | 42 | 21 | 9  | 12 | 65 | 40 | +25  | Acceso a Playoff de ascenso   |
| 6    | Real Zaragoza                  | 61   | 42 | 15 | 16 | 11 | 61 | 58 | +3   | Acceso a Playoff de ascenso   |
| 7    | S. D. Ponferradina             | 60   | 42 | 16 | 12 | 14 | 55 | 51 | +4   |                               |
| 8    | C. D. Mirandés                 | 59   | 42 | 16 | 11 | 15 | 42 | 44 | −2   |                               |
| 9    | U. E. Llagostera               | 57   | 42 | 15 | 12 | 15 | 41 | 41 | 0    |                               |
| 10   | C. D. Leganés                  | 56   | 42 | 15 | 11 | 16 | 48 | 42 | +6   |                               |
| 11   | A. D. Alcorcón                 | 54   | 42 | 12 | 18 | 12 | 44 | 49 | −5   |                               |
| 12   | C. D. Numancia                 | 53   | 42 | 12 | 17 | 13 | 54 | 55 | −1   |                               |
| 13   | Deportivo Alavés               | 53   | 42 | 14 | 11 | 17 | 49 | 53 | −4   |                               |
| 14   | Albacete Balompié              | 51   | 42 | 14 | 9  | 19 | 55 | 65 | −10  |                               |
| 15   | C. D. Lugo                     | 49   | 42 | 11 | 16 | 15 | 48 | 56 | −8   |                               |
| 16   | R. C. D. Mallorca              | 48   | 42 | 13 | 9  | 20 | 51 | 64 | −13  |                               |
| 17   | C. D. Tenerife                 | 48   | 42 | 11 | 15 | 16 | 41 | 48 | −7   |                               |
| 18   | C. A. Osasuna                  | 45   | 42 | 11 | 12 | 19 | 41 | 60 | −19  |                               |
| 19   | Racing de Santander (D)        | 44   | 42 | 12 | 8  | 22 | 42 | 53 | −11  | Descenso a Segunda División B |
| 20   | R. C. Recreativo de Huelva (D) | 41   | 42 | 10 | 11 | 21 | 37 | 59 | −22  | Descenso a Segunda División B |
| 21   | C. E. Sabadell F. C. (D)       | 38   | 42 | 8  | 14 | 20 | 41 | 66 | −25  | Descenso a Segunda División B |
| 22   | F. C. Barcelona "B" (D)        | 36   | 42 | 9  | 9  | 24 | 55 | 83 | −28  | Descenso a Segunda División B |

 Fuente: BDFútbol
Criterios de clasificación: Puntos · Enfrentamientos directos · Diferencia de goles · Goles a favor · Play-off

### Evolución de la clasificación
| Equipo / Jornada | 1  | 2  | 3  | 4  | 5  | 6  | 7  | 8  | 9  | 10 | 11 | 12 | 13 | 14 | 15 | 16 | 17 | 18 | 19 | 20 | 21 | 22 | 23 | 24 | 25 | 26 | 27 | 28 | 29 | 30 | 31 | 32 | 33 | 34 | 35 | 36 | 37 | 38 | 39 | 40 | 41 | 42 |
| Equipo / Jornada |    |    |    |    |    |    |    |    |    |    |    |    |    |    |    |    |    |    |    |    |    |    |    |    |    |    |    |    |    |    |    |    |    |    |    |    |    |    |    |    |    |    |
| ---------------- | -- | -- | -- | -- | -- | -- | -- | -- | -- | -- | -- | -- | -- | -- | -- | -- | -- | -- | -- | -- | -- | -- | -- | -- | -- | -- | -- | -- | -- | -- | -- | -- | -- | -- | -- | -- | -- | -- | -- | -- | -- | -- |
| Betis            | 4  | 1  | 8  | 9  | 8  | 5  | 5  | 7  | 9  | 7  | 7  | 5  | 6  | 6  | 5  | 5  | 4  | 3  | 5  | 4  | 2  | 2  | 4  | 5  | 5  | 3  | 5  | 2  | 1  | 1  | 1  | 1  | 1  | 1  | 1  | 1  | 1  | 1  | 1  | 1  | 1  | 1  |
| Sporting         | 5  | 2  | 3  | 7  | 3  | 4  | 4  | 3  | 4  | 3  | 4  | 3  | 4  | 3  | 3  | 2  | 2  | 2  | 2  | 3  | 5  | 4  | 3  | 3  | 4  | 2  | 3  | 3  | 2  | 2  | 2  | 3  | 3  | 2  | 3  | 3  | 3  | 3  | 3  | 3  | 3  | 2  |
| Girona           | 7  | 3  | 1  | 2  | 4  | 6  | 2  | 1  | 1  | 1  | 2  | 4  | 2  | 2  | 1  | 3  | 3  | 5  | 4  | 5  | 4  | 5  | 2  | 2  | 3  | 5  | 4  | 5  | 5  | 5  | 4  | 2  | 4  | 3  | 2  | 2  | 2  | 2  | 2  | 2  | 2  | 3  |
| Las Palmas       | 1  | 4  | 2  | 1  | 1  | 1  | 1  | 4  | 2  | 4  | 3  | 1  | 1  | 1  | 2  | 1  | 1  | 1  | 1  | 1  | 1  | 1  | 1  | 1  | 1  | 1  | 1  | 1  | 4  | 4  | 3  | 4  | 2  | 4  | 4  | 4  | 5  | 5  | 4  | 4  | 4  | 4  |
| Valladolid       | 6  | 12 | 6  | 5  | 2  | 2  | 3  | 2  | 3  | 2  | 1  | 2  | 3  | 4  | 4  | 4  | 5  | 4  | 3  | 2  | 3  | 3  | 5  | 4  | 2  | 4  | 2  | 4  | 3  | 3  | 5  | 5  | 5  | 5  | 5  | 5  | 4  | 4  | 5  | 5  | 5  | 5  |
| Zaragoza         | 14 | 14 | 18 | 19 | 13 | 9  | 7  | 8  | 7  | 5  | 5  | 7  | 8  | 8  | 6  | 8  | 6  | 7  | 7  | 9  | 7  | 7  | 6  | 6  | 6  | 6  | 6  | 7  | 6  | 6  | 6  | 6  | 6  | 7  | 7  | 6  | 6  | 6  | 6  | 6  | 6  | 6  |
| Ponferradina     | 8  | 11 | 5  | 3  | 5  | 3  | 6  | 5  | 5  | 6  | 6  | 6  | 5  | 5  | 7  | 6  | 8  | 6  | 6  | 6  | 6  | 6  | 7  | 7  | 7  | 7  | 7  | 6  | 7  | 7  | 7  | 7  | 7  | 6  | 6  | 7  | 7  | 9  | 8  | 7  | 7  | 7  |
| Mirandés         | 12 | 6  | 13 | 15 | 18 | 20 | 19 | 19 | 16 | 18 | 20 | 20 | 20 | 18 | 14 | 11 | 9  | 9  | 8  | 7  | 8  | 8  | 8  | 8  | 10 | 10 | 11 | 14 | 11 | 13 | 14 | 14 | 14 | 14 | 14 | 13 | 13 | 13 | 13 | 9  | 8  | 8  |
| Llagostera       | 22 | 10 | 16 | 17 | 10 | 16 | 15 | 17 | 19 | 20 | 21 | 21 | 21 | 21 | 22 | 22 | 20 | 19 | 19 | 21 | 19 | 17 | 20 | 16 | 14 | 12 | 14 | 12 | 13 | 11 | 8  | 8  | 9  | 8  | 8  | 8  | 8  | 7  | 7  | 8  | 10 | 9  |
| Leganés          | 9  | 19 | 12 | 13 | 12 | 17 | 12 | 14 | 12 | 12 | 11 | 15 | 15 | 19 | 16 | 17 | 14 | 11 | 12 | 11 | 13 | 14 | 11 | 9  | 8  | 8  | 8  | 9  | 8  | 8  | 9  | 11 | 10 | 10 | 10 | 11 | 10 | 10 | 11 | 12 | 9  | 10 |
| Alcorcón         | 3  | 8  | 7  | 8  | 15 | 11 | 13 | 10 | 13 | 13 | 17 | 11 | 11 | 9  | 8  | 7  | 7  | 8  | 9  | 8  | 9  | 9  | 9  | 11 | 11 | 13 | 10 | 13 | 14 | 12 | 12 | 13 | 13 | 13 | 13 | 12 | 12 | 11 | 10 | 11 | 12 | 11 |
| Numancia         | 17 | 20 | 15 | 18 | 11 | 14 | 18 | 18 | 20 | 21 | 19 | 19 | 19 | 15 | 11 | 9  | 10 | 10 | 10 | 10 | 10 | 11 | 12 | 10 | 9  | 9  | 9  | 8  | 9  | 9  | 10 | 12 | 12 | 11 | 11 | 9  | 11 | 12 | 12 | 13 | 13 | 12 |
| Alavés           | 10 | 13 | 9  | 10 | 16 | 12 | 11 | 13 | 11 | 11 | 10 | 13 | 13 | 10 | 12 | 14 | 11 | 12 | 14 | 14 | 14 | 12 | 13 | 13 | 13 | 11 | 15 | 15 | 15 | 14 | 11 | 9  | 8  | 9  | 9  | 10 | 9  | 8  | 9  | 10 | 11 | 13 |
| Albacete         | 15 | 16 | 17 | 11 | 17 | 18 | 21 | 22 | 22 | 22 | 22 | 22 | 22 | 22 | 21 | 21 | 22 | 22 | 22 | 22 | 22 | 21 | 19 | 19 | 19 | 19 | 17 | 17 | 17 | 17 | 17 | 17 | 17 | 15 | 16 | 15 | 15 | 16 | 16 | 14 | 14 | 14 |
| Lugo             | 11 | 7  | 14 | 14 | 14 | 10 | 9  | 9  | 10 | 10 | 13 | 10 | 10 | 12 | 9  | 10 | 12 | 13 | 15 | 15 | 16 | 15 | 17 | 14 | 16 | 15 | 13 | 11 | 10 | 10 | 13 | 10 | 11 | 12 | 12 | 14 | 14 | 14 | 15 | 16 | 15 | 15 |
| Mallorca         | 18 | 17 | 19 | 20 | 22 | 22 | 22 | 21 | 18 | 14 | 12 | 8  | 9  | 11 | 13 | 15 | 15 | 16 | 13 | 13 | 11 | 13 | 14 | 15 | 15 | 14 | 12 | 10 | 12 | 15 | 15 | 16 | 16 | 17 | 15 | 16 | 16 | 15 | 14 | 15 | 16 | 16 |
| Tenerife         | 19 | 18 | 20 | 16 | 19 | 15 | 20 | 20 | 21 | 17 | 16 | 16 | 17 | 17 | 19 | 16 | 18 | 15 | 16 | 16 | 15 | 16 | 18 | 20 | 20 | 17 | 18 | 16 | 16 | 16 | 16 | 15 | 15 | 16 | 17 | 17 | 17 | 17 | 17 | 17 | 17 | 17 |
| Osasuna          | 2  | 5  | 11 | 12 | 9  | 13 | 14 | 16 | 14 | 15 | 14 | 14 | 14 | 16 | 18 | 19 | 17 | 14 | 11 | 12 | 12 | 10 | 10 | 12 | 12 | 16 | 16 | 18 | 18 | 18 | 18 | 19 | 18 | 20 | 19 | 19 | 18 | 18 | 18 | 19 | 18 | 18 |
| Racing           | 20 | 21 | 21 | 22 | 21 | 19 | 16 | 15 | 17 | 19 | 18 | 18 | 18 | 14 | 17 | 18 | 19 | 20 | 20 | 19 | 18 | 19 | 16 | 18 | 18 | 20 | 21 | 19 | 19 | 19 | 19 | 21 | 19 | 18 | 20 | 20 | 19 | 19 | 19 | 18 | 19 | 19 |
| Recreativo       | 13 | 15 | 10 | 6  | 7  | 8  | 8  | 6  | 6  | 8  | 8  | 9  | 7  | 7  | 10 | 13 | 16 | 17 | 17 | 17 | 20 | 20 | 21 | 21 | 21 | 21 | 20 | 20 | 20 | 20 | 20 | 18 | 20 | 21 | 22 | 22 | 22 | 22 | 22 | 20 | 20 | 20 |
| Sabadell         | 16 | 22 | 22 | 21 | 20 | 21 | 17 | 12 | 15 | 16 | 15 | 17 | 16 | 20 | 20 | 20 | 21 | 21 | 21 | 20 | 21 | 22 | 22 | 22 | 22 | 22 | 22 | 22 | 22 | 22 | 22 | 22 | 21 | 19 | 18 | 18 | 20 | 20 | 20 | 21 | 21 | 21 |
| Barcelona B      | 21 | 9  | 4  | 4  | 6  | 7  | 10 | 11 | 8  | 9  | 9  | 12 | 12 | 13 | 15 | 12 | 13 | 18 | 18 | 18 | 17 | 18 | 15 | 17 | 17 | 18 | 19 | 21 | 21 | 21 | 21 | 20 | 22 | 22 | 21 | 21 | 21 | 21 | 21 | 22 | 22 | 22 |

## Resultados
Los horarios corresponden a la CET (Hora Central Europea) UTC+1 en horario estándar y UTC+2 en horario de verano.

### Primera vuelta
| C. A. Osasuna              | 2 - 0 | F. C. Barcelona "B"    | El Sadar               | 23 de agosto | 19:00 | Esport3/LaLigaTV.es     |
| R. C. Recreativo de Huelva | 0 - 0 | Real Zaragoza          | Nuevo Colombino        | 23 de agosto | 19:00 | La Sexta                |
| Real Valladolid C. F.      | 2 - 1 | R. C. D. Mallorca      | José Zorrilla          | 23 de agosto | 19:00 | Canal+ 1                |
| U. D. Las Palmas           | 2 - 0 | U. E. Llagostera       | Gran Canaria           | 23 de agosto | 21:00 | Esport3/TVC/LaLigaTV.es |
| C. D. Numancia de Soria    | 1 - 2 | Real Sporting de Gijón | Los Pajaritos          | 23 de agosto | 21:00 | +Que tele               |
| C. D. Leganés              | 1 - 1 | Deportivo Alavés       | Municipal de Butarque  | 24 de agosto | 19:00 | La Sexta                |
| C. D. Mirandés             | 0 - 0 | C. D. Lugo             | Anduva                 | 24 de agosto | 19:00 | LaLigaTV.es             |
| C. E. Sabadell F. C.       | 2 - 3 | Real Betis Balompié    | Nova Creu Alta         | 24 de agosto | 19:00 | Esport3/LaLigaTV.es     |
| Girona F. C.               | 1 - 0 | Racing de Santander    | Municipal de Montilivi | 24 de agosto | 21:00 | 13 TV                   |
| Albacete Balompié          | 2 - 3 | A. D. Alcorcón         | Carlos Belmonte        | 24 de agosto | 21:00 | TDP/LaLigaTV.es         |
| S. D. Ponferradina         | 1 - 0 | C. D. Tenerife         | El Toralín             | 24 de agosto | 21:00 | TVC/LaLigaTV.es         |

| F. C. Barcelona "B"    | 3 - 1 | C. E. Sabadell F. C.       | Mini Estadi                                    | 30 de agosto | 19:00 | Esport3/LaLigaTV.es |
| Real Zaragoza          | 1 - 1 | C. A. Osasuna              | La Romareda                                    | 30 de agosto | 19:00 | Canal+ 1            |
| C. D. Lugo             | 1 - 0 | Real Valladolid C. F.      | Anxo Carro                                     | 30 de agosto | 19:00 | La Sexta            |
| A. D. Alcorcón         | 1 - 2 | Girona F. C.               | Santo Domingo                                  | 30 de agosto | 21:00 | Esport3/LaLigaTV.es |
| Racing de Santander    | 1 - 2 | C. D. Mirandés             | El Sardinero                                   | 30 de agosto | 23:00 | 13 TV               |
| C. D. Tenerife         | 0 - 0 | Albacete Balompié          | Rodríguez López                                | 30 de agosto | 23:00 | TVC/LaLigaTV.es     |
| U. E. Llagostera       | 2 - 0 | C. D. Leganés              | Estadi Municipal de Futbol Palamós-Costa Brava | 31 de agosto | 19:00 | Esport3/LaLigaTV.es |
| Real Sporting de Gijón | 2 - 1 | S. D. Ponferradina         | El Molinón                                     | 31 de agosto | 19:00 | +Que tele           |
| Real Betis             | 2 - 1 | C. D. Numancia de Soria    | Benito Villamarín                              | 31 de agosto | 19:00 | La Sexta            |
| Deportivo Alavés       | 0 - 0 | R. C. Recreativo de Huelva | Mendizorroza                                   | 31 de agosto | 21:00 | TDP/LaLigaTV.es     |
| R. C. D. Mallorca      | 1 - 1 | U. D. Las Palmas           | Iberostar Estadi                               | 31 de agosto | 21:00 | TVC/LaLigaTV.es     |

| R. C. Recreativo de Huelva | 2 - 0 | U. E. Llagostera        | Nuevo Colombino        | 6 de septiembre | 16:00 | 13TV               |
| Albacete Balompié          | 1 - 1 | Real Sporting de Gijón  | Carlos Belmonte        | 6 de septiembre | 18:00 | +Que tele          |
| C. A. Osasuna              | 1 - 3 | Deportivo Alavés        | El Sadar               | 6 de septiembre | 18:15 | LaSexta            |
| C. E. Sabadell F. C.       | 0 - 3 | C. D. Numancia de Soria | Nova Creu Alta         | 6 de septiembre | 19:00 | Esport3            |
| Girona F. C.               | 2 - 0 | C. D. Tenerife          | Municipal de Montilivi | 6 de septiembre | 21:00 | Esport3            |
| S. D. Ponferradina         | 4 - 1 | Real Betis Balompié     | El Toralín             | 7 de septiembre | 12:00 | Canal+ 1           |
| C. D. Mirandés             | 1 - 2 | A. D. Alcorcón          | Anduva                 | 7 de septiembre | 17:00 |                    |
| Real Valladolid C. F.      | 3 - 1 | Racing de Santander     | José Zorrilla          | 7 de septiembre | 18:15 | LaSexta            |
| F. C. Barcelona "B"        | 4 - 1 | Real Zaragoza           | Mini Estadi            | 7 de septiembre | 19:00 | Esport3            |
| C. D. Leganés              | 3 - 1 | R. C. D. Mallorca       | Municipal de Butarque  | 7 de septiembre | 21:00 | Teledeporte        |
| U. D. Las Palmas           | 3 - 0 | C. D. Lugo              | Gran Canaria           | 7 de septiembre | 21:00 | Televisión Canaria |

| C. D. Numancia de Soria | 1 - 3 | S. D. Ponferradina         | Los Pajaritos                                  | 13 de septiembre | 16:00 | 13TV               |
| R. C. D. Mallorca       | 1 - 2 | R. C. Recreativo de Huelva | Iberostar Estadio                              | 13 de septiembre | 18:15 | LaSexta            |
| Deportivo Alavés        | 2 - 3 | F. C. Barcelona "B"        | Mendizorroza                                   | 13 de septiembre | 18:30 | Esport3            |
| Racing de Santander     | 1 - 2 | U. D. Las Palmas           | El Sardinero                                   | 13 de septiembre | 20:00 | Televisión Canaria |
| U. E. Llagostera        | 0 - 0 | C. A. Osasuna              | Estadi Municipal de Futbol Palamós-Costa Brava | 13 de septiembre | 20:30 | Esport3            |
| Real Sporting de Gijón  | 1 - 1 | Girona F. C.               | El Molinón                                     | 14 de septiembre | 12:00 | Canal+ 1           |
| Real Zaragoza           | 1 - 1 | C. E. Sabadell F. C.       | La Romareda                                    | 14 de septiembre | 17:00 | Esport3            |
| C. D. Lugo              | 0 - 0 | C. D. Leganés              | Anxo Carro                                     | 14 de septiembre | 17:00 |                    |
| Real Betis Balompié     | 0 - 1 | Albacete Balompié          | Benito Villamarín                              | 14 de septiembre | 18:15 | LaSexta            |
| A. D. Alcorcón          | 0 - 1 | Real Valladolid C. F.      | Santo Domingo                                  | 14 de septiembre | 21:00 | Teledeporte        |
| C. D. Tenerife          | 1 - 0 | C. D. Mirandés             | Heliodoro Rodríguez López                      | 14 de septiembre | 21:00 | Televisión Canaria |

| R. C. Recreativo de Huelva | 0 - 0 | C. D. Lugo              | Nuevo Colombino        | 20 de septiembre | 16:00 | 13TV               |
| F. C. Barcelona "B"        | 0 - 1 | U. E. Llagostera        | Mini Estadi            | 20 de septiembre | 18:00 | Esport3            |
| C. D. Mirandés             | 0 - 2 | Real Sporting de Gijón  | Anduva                 | 20 de septiembre | 18:00 | +Que tele          |
| Real Zaragoza              | 1 - 0 | Deportivo Alavés        | La Romareda            | 20 de septiembre | 18:15 | LaSexta            |
| U. D. Las Palmas           | 4 - 1 | A. D. Alcorcón          | Gran Canaria           | 20 de septiembre | 20:00 | Televisión Canaria |
| C. E. Sabadell F. C.       | 1 - 0 | S. D. Ponferradina      | Nova Creu Alta         | 20 de septiembre | 20:00 | Esport3            |
| C. A. Osasuna              | 6 - 4 | R. C. D. Mallorca       | El Sadar               | 21 de septiembre | 12:00 | Canal+ 1           |
| Girona F. C.               | 1 - 3 | Real Betis Balompié     | Municipal de Montilivi | 21 de septiembre | 17:00 | Esport3            |
| C. D. Leganés              | 2 - 2 | Racing de Santander     | Municipal de Butarque  | 21 de septiembre | 18:15 | LaSexta            |
| Real Valladolid C. F.      | 1 - 0 | C. D. Tenerife          | José Zorrilla          | 21 de septiembre | 20:00 | Televisión Canaria |
| Albacete Balompié          | 0 - 1 | C. D. Numancia de Soria | Carlos Belmonte        | 21 de septiembre | 21:00 | Teledeporte        |

| U. E. Llagostera        | 0 - 1 | Real Zaragoza              | Estadi Municipal de Futbol Palamós-Costa Brava | 27 de septiembre | 16:00 | Esport3     |
| C. D. Lugo              | 4 - 3 | C. A. Osasuna              | Anxo Carro                                     | 27 de septiembre | 16:00 | 13TV        |
| Deportivo Alavés        | 3 - 1 | C. E. Sabadell F. C.       | Mendizorroza                                   | 27 de septiembre | 18:00 | Esport3     |
| Racing de Santander     | 3 - 0 | R. C. Recreativo de Huelva | El Sardinero                                   | 27 de septiembre | 18:15 | LaSexta     |
| C. D. Tenerife          | 2 - 1 | U. D. Las Palmas           | Heliodoro Rodríguez López                      | 28 de septiembre | 12:00 | Canal+ 1    |
| C. D. Numancia de Soria | 2 - 2 | Girona F. C.               | Los Pajaritos                                  | 28 de septiembre | 17:00 |             |
| R. C. D. Mallorca       | 3 - 3 | F. C. Barcelona "B"        | Iberostar Estadio                              | 28 de septiembre | 17:00 | Esport3     |
| Real Sporting de Gijón  | 1 - 1 | Real Valladolid C. F.      | El Molinón                                     | 28 de septiembre | 17:00 | +Que tele   |
| A. D. Alcorcón          | 1 - 0 | C. D. Leganés              | Santo Domingo                                  | 28 de septiembre | 18:00 | Teledeporte |
| Real Betis Balompié     | 2 - 0 | C. D. Mirandés             | Santo Domingo                                  | 28 de septiembre | 18:15 | LaSexta     |
| S. D. Ponferradina      | 1 - 0 | Albacete Balompié          | El Toralín                                     | 29 de septiembre | 20:30 | CMT         |

| F. C. Barcelona "B"        | 0 - 1 | C. D. Lugo              | Mini Estadi            | 4 de octubre | 16:00 |             |
| Deportivo Alavés           | 0 - 0 | U. E. Llagostera        | Mendizorroza           | 4 de octubre | 16:00 |             |
| Girona F. C.               | 3 - 0 | S. D. Ponferradina      | Municipal de Montilivi | 4 de octubre | 18:00 |             |
| C. A. Osasuna              | 0 - 2 | Racing de Santander     | El Sardinero           | 4 de octubre | 18:15 | LaSexta     |
| U. D. Las Palmas           | 1 - 1 | Real Sporting de Gijón  | Gran Canaria           | 4 de octubre | 20:00 | +Que tele   |
| Real Valladolid C. F.      | 0 - 0 | Real Betis Balompié     | José Zorrilla          | 5 de octubre | 12:00 | Canal+ 1    |
| C. E. Sabadell F. C.       | 6 - 1 | Albacete Balompié       | Nova Creu Alta         | 5 de octubre | 17:00 |             |
| R. C. Recreativo de Huelva | 2 - 1 | A. D. Alcorcón          | Nuevo Colombino        | 5 de octubre | 17:00 |             |
| Real Zaragoza              | 2 - 0 | R. C. D. Mallorca       | La Romareda            | 5 de octubre | 18:15 | LaSexta     |
| C. D. Leganés              | 1 - 0 | C. D. Tenerife          | Municipal de Butarque  | 5 de octubre | 19:00 |             |
| C. D. Mirandés             | 2 - 0 | C. D. Numancia de Soria | Anduva                 | 5 de octubre | 21:00 | Teledeporte |

| R. C. D. Mallorca       | 2 - 0 | Deportivo Alavés           | Iberostar Estadio                              | 11 de octubre | 16:00 | ETB                |
| S. D. Ponferradina      | 1 - 0 | C. D. Mirandés             | El Toralín                                     | 11 de octubre | 16:00 | 13TV               |
| Racing de Santander     | 0 - 0 | F. C. Barcelona "B"        | El Sardinero                                   | 11 de octubre | 18:00 | Esport3            |
| A. D. Alcorcón          | 2 - 0 | C. A. Osasuna              | Santo Domingo                                  | 11 de octubre | 18:15 | LaSexta            |
| Albacete Balompié       | 0 - 1 | Girona F. C.               | Carlos Belmonte                                | 11 de octubre | 20:00 | CMT                |
| C. D. Tenerife          | 0 - 1 | R. C. Recreativo de Huelva | Heliodoro Rodríguez López                      | 11 de octubre | 21:00 | Televisión Canaria |
| C. D. Numancia de Soria | 0 - 1 | Real Valladolid C. F.      | Los Pajaritos                                  | 11 de octubre | 21:00 | Teledeporte        |
| Real Betis Balompié     | 0 - 0 | U. D. Las Palmas           | Benito Villamarín                              | 12 de octubre | 12:00 | Canal+ 1           |
| Real Sporting de Gijón  | 2 - 1 | C. D. Leganés              | El Molinón                                     | 12 de octubre | 17:00 | +Que tele          |
| C. D. Lugo              | 3 - 3 | Real Zaragoza              | Anxo Carro                                     | 12 de octubre | 18:15 | LaSexta            |
| U. E. Llagostera        | 0 - 1 | C. E. Sabadell F. C.       | Estadi Municipal de Futbol Palamós-Costa Brava | 12 de octubre | 18:45 | Esport3            |

| Real Valladolid C. F.      | 0 - 0 | S. D. Ponferradina      | José Zorrilla                                  | 18 de octubre | 16:00 | 13TV               |
| Deportivo Alavés           | 1 - 0 | C. D. Lugo              | Mendizorroza                                   | 18 de octubre | 18:00 | TVG                |
| C. D. Mirandés             | 3 - 2 | Albacete Balompié       | Anduva                                         | 18 de octubre | 18:00 | CMT                |
| Real Zaragoza              | 2 - 1 | Racing de Santander     | La Romareda                                    | 18 de octubre | 18:15 | LaSexta            |
| C. A. Osasuna              | 1 - 0 | C. D. Tenerife          | El Sadar                                       | 18 de octubre | 20:00 | Televisión Canaria |
| C. E. Sabadell F. C.       | 0 - 2 | Girona F. C.            | Nova Creu Alta                                 | 18 de octubre | 20:00 | Esport3            |
| R. C. Recreativo de Huelva | 1 - 1 | Real Sporting de Gijón  | Nuevo Colombino                                | 19 de octubre | 12:00 | Canal+ 1           |
| U. E. Llagostera           | 1 - 4 | R. C. D. Mallorca       | Estadi Municipal de Futbol Palamós-Costa Brava | 19 de octubre | 17:00 |                    |
| C. D. Leganés              | 1 - 0 | Real Betis Balompié     | Municipal de Butarque                          | 19 de octubre | 18:15 | LaSexta            |
| U. D. Las Palmas           | 2 - 0 | C. D. Numancia de Soria | Gran Canaria                                   | 19 de octubre | 19:00 | Televisión Canaria |
| F. C. Barcelona "B"        | 4 - 1 | A. D. Alcorcón          | Mini Estadi                                    | 19 de octubre | 21:00 | Teledeporte        |

| R. C. D. Mallorca       | 1 - 0 | C. E. Sabadell F. C.       | Iberostar Estadio         | 25 de octubre | 16:00 | 13TV               |
| Racing de Santander     | 1 - 1 | Deportivo Alavés           | El Sardinero              | 25 de octubre | 18:00 | ETB                |
| Real Betis Balompié     | 3 - 2 | R. C. Recreativo de Huelva | Benito Villamarín         | 25 de octubre | 18:15 | LaSexta            |
| S. D. Ponferradina      | 2 - 2 | U. D. Las Palmas           | El Toralín                | 25 de octubre | 20:00 | Televisión Canaria |
| Albacete Balompié       | 3 - 4 | Real Valladolid C. F.      | Carlos Belmonte           | 26 de octubre | 12:00 | Canal+ 1           |
| C. D. Lugo              | 1 - 1 | U. E. Llagostera           | Anxo Carro                | 26 de octubre | 17:00 |                    |
| Real Sporting de Gijón  | 2 - 0 | C. A. Osasuna              | El Molinón                | 26 de octubre | 17:00 | +Que tele          |
| Girona F. C.            | 3 - 0 | C. D. Mirandés             | Municipal de Montilivi    | 26 de octubre | 17:00 | Esport3            |
| A. D. Alcorcón          | 1 - 3 | Real Zaragoza              | Santo Domingo             | 26 de octubre | 18:15 | LaSexta            |
| C. D. Tenerife          | 5 - 0 | F. C. Barcelona "B"        | Heliodoro Rodríguez López | 26 de octubre | 19:00 | Televisión Canaria |
| C. D. Numancia de Soria | 1 - 1 | C. D. Leganés              | Los Pajaritos             | 26 de octubre | 21:00 | Teledeporte        |

| R. C. D. Mallorca          | 2 - 1 | C. D. Lugo              | Iberostar Estadio                              | 1 de noviembre | 16:00 | 13TV               |
| Deportivo Alavés           | 1 - 1 | A. D. Alcorcón          | Mendizorroza                                   | 1 de noviembre | 18:00 | ETB                |
| F. C. Barcelona "B"        | 0 - 0 | Real Sporting de Gijón  | Mini Estadi                                    | 1 de noviembre | 18:00 | Esport3/+Que tele  |
| U. E. Llagostera           | 0 - 2 | Racing de Santander     | Estadi Municipal de Futbol Palamós-Costa Brava | 1 de noviembre | 18:15 | LaSexta            |
| U. D. Las Palmas           | 2 - 1 | Albacete Balompié       | Estadio de Gran Canaria                        | 1 de noviembre | 20:00 | Televisión Canaria |
| C. E. Sabadell F. C.       | 3 - 2 | C. D. Mirandés          | Nova Creu Alta                                 | 1 de noviembre | 20:00 | Esport3            |
| C. A. Osasuna              | 3 - 2 | Real Betis Balompié     | El Sadar                                       | 2 de noviembre | 12:00 | Canal+ 1           |
| Real Valladolid C. F.      | 2 - 1 | Girona F. C.            | José Zorrilla                                  | 2 de noviembre | 17:00 | Esport3            |
| R. C. Recreativo de Huelva | 0 - 3 | C. D. Numancia de Soria | Nuevo Colombino                                | 2 de noviembre | 18:15 | LaSexta            |
| C. D. Leganés              | 1 - 1 | S. D. Ponferradina      | Municipal de Butarque                          | 2 de noviembre | 21:00 | Teledeporte        |
| Real Zaragoza              | 0 - 2 | C. D. Tenerife          | La Romareda                                    | 3 de noviembre | 21:00 | Televisión Canaria |

| C. D. Mirandés          | 0 - 0 | Real Valladolid C. F.      | Anduva                    | 8 de noviembre | 16:00 | 13TV               |
| Real Betis Balompié     | 1 - 0 | F. C. Barcelona "B"        | Benito Villamarín         | 8 de noviembre | 18:00 | Esport3            |
| Albacete Balompié       | 1 - 0 | C. D. Leganés              | Carlos Belmonte           | 8 de noviembre | 18:00 | CMT                |
| C. D. Numancia de Soria | 0 - 0 | C. A. Osasuna              | Los Pajaritos             | 8 de noviembre | 18:15 | LaSexta            |
| Girona F. C.            | 1 - 2 | U. D. Las Palmas           | Municipal de Montilivi    | 8 de noviembre | 20:00 | Esport3            |
| A. D. Alcorcón          | 2 - 0 | U. E. Llagostera           | Santo Domingo             | 8 de noviembre | 21:00 | Teledeporte        |
| Real Sporting de Gijón  | 3 - 1 | Real Zaragoza              | El Molinón                | 9 de noviembre | 12:00 | Canal+ 1           |
| C. D. Lugo              | 2 - 1 | C. E. Sabadell F. C.       | Anxo Carro                | 9 de noviembre | 17:00 | Esport3            |
| S. D. Ponferradina      | 3 - 3 | R. C. Recreativo de Huelva | El Toralín                | 9 de noviembre | 17:00 |                    |
| Racing de Santander     | 0 - 1 | R. C. D. Mallorca          | El Sardinero              | 9 de noviembre | 18:15 | LaSexta            |
| C. D. Tenerife          | 0 - 0 | Deportivo Alavés           | Heliodoro Rodríguez López | 9 de noviembre | 19:00 | Televisión Canaria |

| R. C. D. Mallorca    | 1 - 1 | A. D. Alcorcón          | Iberostar Estadio                              | 15 de noviembre | 16:00 | 13TV               |
| C. D. Leganés        | 1 - 2 | Girona F. C.            | Municipal de Butarque                          | 15 de noviembre | 16:00 | Esport3            |
| Deportivo Alavés     | 0 - 0 | Real Sporting de Gijón  | Mendizorroza                                   | 15 de noviembre | 18:00 | ETB/+Que tele      |
| F. C. Barcelona "B"  | 1 - 1 | C. D. Numancia de Soria | Mini Estadi                                    | 15 de noviembre | 18:00 | Esport3            |
| C. E. Sabadell F. C. | 0 - 0 | Real Valladolid C. F.   | Nova Creu Alta                                 | 15 de noviembre | 18:00 | Teledeporte        |
| C. A. Osasuna        | 0 - 1 | S. D. Ponferradina      | El Sadar                                       | 15 de noviembre | 18:15 | LaSexta            |
| U. D. Las Palmas     | 0 - 0 | C. D. Mirandés          | Gran Canaria                                   | 15 de noviembre | 18:30 | Televisión Canaria |
| C. D. Lugo           | 0 - 0 | Racing de Santander     | Anxo Carro                                     | 16 de noviembre | 17:00 |                    |
| Recreativo de Huelva | 4 - 1 | Albacete Balompié       | Nuevo Colombino                                | 16 de noviembre | 18:15 | LaSexta            |
| U. E. Llagostera     | 1 - 0 | C. D. Tenerife          | Estadi Municipal de Futbol Palamós-Costa Brava | 16 de noviembre | 19:00 | Esport3            |
| Real Zaragoza        | 2 - 2 | Real Betis Balompié     | La Romareda                                    | 16 de noviembre | 20:00 | Canal+ 1           |

| Racing de Santander     | 3 - 1 | C. E. Sabadell F. C.       | El Sardinero              | 22 de noviembre | 16:00 | 13TV               |
| S. D. Ponferradina      | 4 - 4 | F. C. Barcelona "B"        | El Toralín                | 22 de noviembre | 16:00 | Esport3            |
| Real Sporting de Gijón  | 0 - 0 | U. E. Llagostera           | El Molinón                | 22 de noviembre | 18:00 | +Que tele/Esport3  |
| C. D. Numancia de Soria | 2 - 0 | Real Zaragoza              | Los Pajaritos             | 22 de noviembre | 18:15 | LaSexta            |
| C. D. Tenerife          | 0 - 0 | R. C. D. Mallorca          | Heliodoro Rodríguez López | 22 de noviembre | 20:00 | Televisión Canaria |
| Real Valladolid C. F.   | 1 - 2 | U. D. Las Palmas           | José Zorrilla             | 23 de noviembre | 12:00 | Canal+ 1           |
| Girona F. C.            | 2 - 0 | R. C. Recreativo de Huelva | Municipal de Montilivi    | 23 de noviembre | 17:00 | Esport3            |
| C. D. Mirandés          | 1 - 0 | C. D. Leganés              | Anduva                    | 23 de noviembre | 17:00 |                    |
| Real Betis Balompié     | 1 - 2 | Deportivo Alavés           | Benito Villamarín         | 23 de noviembre | 18:15 | LaSexta            |
| Albacete Balompié       | 2 - 0 | C. A. Osasuna              | Carlos Belmonte           | 23 de noviembre | 19:00 | CMT                |
| A. D. Alcorcón          | 1 - 0 | C. D. Lugo                 | Santo Domingo             | 23 de noviembre | 21:00 | Teledeporte        |

| Deportivo Alavés           | 0 - 2 | C. D. Numancia de Soria | Mendizorroza                                   | 29 de noviembre | 18:00 |                    |
| C. A. Osasuna              | 0 - 0 | Girona F. C.            | El Sadar                                       | 29 de noviembre | 18:00 | Esport3            |
| U. E. Llagostera           | 0 - 2 | Real Betis Balompié     | Estadi Municipal de Futbol Palamós-Costa Brava | 29 de noviembre | 18:15 | LaSexta            |
| C. D. Leganés              | 1 - 0 | Real Valladolid C. F.   | Municipal de Butarque                          | 29 de noviembre | 21:30 | Teledeporte        |
| R. C. D. Mallorca          | 0 - 1 | Real Sporting de Gijón  | Iberostar Estadio                              | 30 de noviembre | 12:00 | Canal+ 1           |
| Racing de Santander        | 0 - 1 | A. D. Alcorcón          | El Sardinero                                   | 30 de noviembre | 12:15 | 13TV               |
| F. C. Barcelona "B"        | 1 - 2 | Albacete Balompié       | Mini Estadi                                    | 30 de noviembre | 17:00 | Esport3            |
| R. C. Recreativo de Huelva | 0 - 1 | C. D. Mirandés          | Nuevo Colombino                                | 30 de noviembre | 17:00 |                    |
| Real Zaragoza              | 4 - 1 | S. D. Ponferradina      | La Romareda                                    | 30 de noviembre | 18:15 | LaSexta            |
| C. D. Lugo                 | 1 - 0 | C. D. Tenerife          | Anxo Carro                                     | 30 de noviembre | 19:00 | Televisión Canaria |
| C. E. Sabadell F. C.       | 2 - 2 | U. D. Las Palmas        | Nova Creu Alta                                 | 10 de diciembre | 20:00 | Televisión Canaria |

| C. D. Numancia de Soria | 3 - 2 | U. E. Llagostera           | Los Pajaritos             | 6 de diciembre | 16:00 | Esport3            |
| C. D. Mirandés          | 1 - 0 | C. A. Osasuna              | Anduva                    | 6 de diciembre | 18:00 | ETB                |
| S. D. Ponferradina      | 2 - 1 | Deportivo Alavés           | El Toralín                | 6 de diciembre | 20:00 | Teledeporte        |
| U. D. Las Palmas        | 1 - 0 | C. D. Leganés              | Gran Canaria              | 6 de diciembre | 20:00 | Televisión Canaria |
| Girona F. C.            | 0 - 1 | F. C. Barcelona "B"        | Municipal de Montilivi    | 7 de diciembre | 12:00 | Canal+ 1           |
| Real Sporting de Gijón  | 2 - 1 | C. D. Lugo                 | El Molinón                | 7 de diciembre | 17:00 | +Que tele/TVG      |
| A. D. Alcorcón          | 3 - 2 | C. E. Sabadell F. C.       | Santo Domingo             | 7 de diciembre | 17:00 | Esport3            |
| Real Valladolid C. F.   | 1 - 0 | R. C. Recreativo de Huelva | José Zorrilla             | 7 de diciembre | 18:15 | LaSexta            |
| C. D. Tenerife          | 5 - 1 | Racing de Santander        | Heliodoro Rodríguez López | 7 de diciembre | 19:00 | Televisión Canaria |
| Real Betis Balompié     | 1 - 0 | R. C. D. Mallorca          | Benito Villamarín         | 8 de diciembre | 18:15 | LaSexta            |
| Albacete Balompié       | 2 - 2 | Real Zaragoza              | Carlos Belmonte           | 8 de diciembre | 20:30 | CMT                |

| F. C. Barcelona "B"        | 1 - 3 | C. D. Mirandés          | Mini Estadi                                    | 13 de diciembre | 18:00 | Esport3            |
| Racing de Santander        | 1 - 1 | Real Sporting de Gijón  | Campos de Sport de El Sardinero                | 13 de diciembre | 18:00 | +Que tele          |
| C. D. Lugo                 | 0 - 1 | Real Betis Balompié     | Anxo Carro                                     | 13 de diciembre | 18:15 | LaSexta            |
| R. C. Recreativo de Huelva | 2 - 4 | U. D. Las Palmas        | Nuevo Colombino                                | 13 de diciembre | 20:00 | Televisión Canaria |
| C. A. Osasuna              | 2 - 1 | Real Valladolid C. F.   | El Sadar                                       | 14 de diciembre | 12:00 | Canal+ 1           |
| R. C. D. Mallorca          | 1 - 1 | C. D. Numancia de Soria | Iberostar Estadio                              | 14 de diciembre | 12:15 | 13TV               |
| U. E. Llagostera           | 3 - 1 | S. D. Ponferradina      | Estadi Municipal de Futbol Palamós-Costa Brava | 14 de diciembre | 17:00 |                    |
| Real Zaragoza              | 2 - 1 | Girona F. C.            | La Romareda                                    | 14 de diciembre | 17:00 | Esport3            |
| Deportivo Alavés           | 2 - 1 | Albacete Balompié       | Mendizorroza                                   | 14 de diciembre | 18:15 | LaSexta            |
| A. D. Alcorcón             | 0 - 0 | C. D. Tenerife          | Santo Domingo                                  | 14 de diciembre | 19:00 | Televisión Canaria |
| C. E. Sabadell F. C.       | 1 - 2 | C. D. Leganés           | Nova Creu Alta                                 | 14 de diciembre | 21:00 | Teledeporte        |

| Girona F. C.            | 2 - 2 | Deportivo Alavés           | Municipal de Montilivi    | 20 de diciembre | 16:00 | Esport3            |
| S. D. Ponferradina      | 3 - 1 | R. C. D. Mallorca          | El Toralín                | 20 de diciembre | 17:00 |                    |
| C. D. Mirandés          | 1 - 1 | Real Zaragoza              | Anduva                    | 20 de diciembre | 18:15 | LaSexta            |
| C. D. Tenerife          | 4 - 0 | C. E. Sabadell F. C.       | Heliodoro Rodríguez López | 20 de diciembre | 20:00 | Televisión Canaria |
| C. D. Numancia de Soria | 6 - 6 | C. D. Lugo                 | Los Pajaritos             | 20 de diciembre | 21:00 | Teledeporte        |
| Real Betis Balompié     | 2 - 0 | Racing de Santander        | Benito Villamarín         | 21 de diciembre | 12:00 | Canal+ 1           |
| Albacete Balompié       | 0 - 2 | U. E. Llagostera           | Carlos Belmonte           | 21 de diciembre | 12:15 | 13TV               |
| Real Sporting de Gijón  | 2 - 1 | A. D. Alcorcón             | El Molinón                | 21 de diciembre | 17:00 | +Que tele          |
| C. D. Leganés           | 2 - 0 | R. C. Recreativo de Huelva | Municipal de Butarque     | 21 de diciembre | 18:15 | LaSexta            |
| Real Valladolid C. F.   | 7 - 0 | F. C. Barcelona "B"        | José Zorrilla             | 21 de diciembre | 19:00 | Esport3            |
| U. D. Las Palmas        | 1 - 2 | C. A. Osasuna              | Gran Canaria              | 21 de diciembre | 19:00 | Televisión Canaria |

| Deportivo Alavés     | 1 - 3 | C. D. Mirandés             | Mendizorroza                                   | 3 de enero | 16:00 | ETB                          |
| R. C. D. Mallorca    | 2 - 0 | Albacete Balompié          | Iberostar Estadio                              | 3 de enero | 18:00 |                              |
| U. E. Llagostera     | 1 - 2 | Girona F. C.               | Estadi Municipal de Futbol Palamós-Costa Brava | 3 de enero | 18:00 | Esport3                      |
| C. A. Osasuna        | 2 - 1 | C. D. Leganés              | El Sadar                                       | 3 de enero | 18:15 | LaSexta                      |
| F. C. Barcelona "B"  | 0 - 2 | U. D. Las Palmas           | Mini Estadi                                    | 3 de enero | 20:00 | Esport3                      |
| Real Zaragoza        | 0 - 2 | Real Valladolid C. F.      | La Romareda                                    | 4 de enero | 12:00 | Canal+ 1                     |
| C. D. Lugo           | 0 - 0 | S. D. Ponferradina         | Anxo Carro                                     | 4 de enero | 12:15 | 13TV                         |
| C. E. Sabadell F. C. | 1 - 0 | R. C. Recreativo de Huelva | Nova Creu Alta                                 | 4 de enero | 17:00 | Esport3                      |
| A. D. Alcorcón       | 0 - 0 | Real Betis Balompié        | Santo Domingo                                  | 4 de enero | 18:15 | LaSexta                      |
| C. D. Tenerife       | 0 - 0 | Real Sporting de Gijón     | Heliodoro Rodríguez López                      | 4 de enero | 19:00 | Televisión Canaria/+Que tele |
| Racing de Santander  | 1 - 1 | C. D. Numancia de Soria    | El Sardinero                                   | 4 de enero | 21:00 | Teledeporte                  |

| C. D. Leganés              | 2 - 0 | F. C. Barcelona "B"    | Municipal de Butarque  | 10 de enero | 16:00 | Esport3            |
| Albacete Balompié          | 3 - 0 | C. D. Lugo             | Carlos Belmonte        | 10 de enero | 18:00 | CMT                |
| Girona F. C.               | 0 - 0 | R. C. D. Mallorca      | Municipal de Montilivi | 10 de enero | 18:00 | Esport3            |
| R. C. Recreativo de Huelva | 1 - 1 | C. A. Osasuna          | Nuevo Colombino        | 10 de enero | 18:15 | LaSexta            |
| Real Betis Balompié        | 2 - 1 | C. D. Tenerife         | Benito Villamarín      | 10 de enero | 20:00 | Televisión Canaria |
| U. D. Las Palmas           | 5 - 3 | Real Zaragoza          | Gran Canaria           | 11 de enero | 12:00 | Canal+ 1           |
| C. D. Numancia de Soria    | 2 - 2 | A. D. Alcorcón         | Los Pajaritos          | 11 de enero | 12:15 | 13TV               |
| C. E. Sabadell F. C.       | 2 - 2 | Real Sporting de Gijón | Nova Creu Alta         | 11 de enero | 17:00 | Esport3/+ Que tele |
| C. D. Mirandés             | 1 - 0 | U. E. Llagostera       | Anduva                 | 11 de enero | 17:00 |                    |
| Real Valladolid C. F.      | 2 - 0 | Deportivo Alavés       | José Zorrilla          | 11 de enero | 18:15 | LaSexta            |
| S. D. Ponferradina         | 1 - 1 | Racing de Santander    | El Toralín             | 11 de enero | 21:00 | Teledeporte        |

| C. A. Osasuna          | 0 - 0 | C. E. Sabadell F. C.       | El Sadar                                       | 17 de enero | 16:00 | Esport3            |
| C. D. Lugo             | 1 - 2 | Girona F. C.               | Anxo Carro                                     | 17 de enero | 18:00 | Esport3            |
| Racing de Santander    | 1 - 0 | Albacete Balompié          | El Sardinero                                   | 17 de enero | 18:15 | LaSexta            |
| Deportivo Alavés       | 1 - 1 | U. D. Las Palmas           | Mendizorroza                                   | 17 de enero | 20:00 | Televisión Canaria |
| Real Sporting de Gijón | 1 - 2 | Real Betis Balompié        | El Molinón                                     | 18 de enero | 12:00 | Canal+ 1           |
| F. C. Barcelona "B"    | 3 - 1 | R. C. Recreativo de Huelva | Mini Estadi                                    | 18 de enero | 17:00 | Esport3            |
| R. C. D. Mallorca      | 2 - 0 | C. D. Mirandés             | Iberostar Estadio                              | 18 de enero | 17:00 |                    |
| U. E. Llagostera       | 2 - 0 | Real Valladolid C. F.      | Estadi Municipal de Futbol Palamós-Costa Brava | 18 de enero | 17:00 |                    |
| Real Zaragoza          | 2 - 0 | C. D. Leganés              | La Romareda                                    | 18 de enero | 18:15 | LaSexta            |
| C. D. Tenerife         | 0 - 0 | C. D. Numancia de Soria    | La Romareda                                    | 18 de enero | 19:00 | Televisión Canaria |
| A. D. Alcorcón         | 1 - 1 | S. D. Ponferradina         | Santo Domingo                                  | 18 de enero | 21:00 | Teledeporte        |

### Segunda vuelta
| Deportivo Alavés       | 2 - 0 | C. D. Leganés              | Mendizorroza                                   | 24 de enero | 16:00 | ETB                |
| Real Betis Balompié    | 2 - 0 | C. E. Sabadell F. C.       | Benito Villamarín                              | 24 de enero | 18:00 | Esport3            |
| Real Zaragoza          | 2 - 0 | R. C. Recreativo de Huelva | La Romareda                                    | 24 de enero | 18:15 | LaSexta            |
| C. D. Tenerife         | 0 - 1 | S. D. Ponferradina         | Heliodoro Rodríguez López                      | 24 de enero | 20:00 | Televisión Canaria |
| R. C. D. Mallorca      | 1 - 5 | Real Valladolid C. F.      | Iberostar Estadio                              | 25 de enero | 12:00 | Canal+ 1           |
| F. C. Barcelona "B"    | 0 - 1 | C. A. Osasuna              | Mini Estadi                                    | 25 de enero | 17:00 | Esport3            |
| Real Sporting de Gijón | 3 - 0 | C. D. Numancia de Soria    | El Molinón                                     | 25 de enero | 17:00 | +Que tele          |
| A. D. Alcorcón         | 2 - 3 | Albacete Balompié          | Santo Domingo                                  | 25 de enero | 18:00 |                    |
| Racing de Santander    | 0 - 1 | Girona F. C.               | El Sardinero                                   | 25 de enero | 18:15 | LaSexta            |
| U. E. Llagostera       | 0 - 0 | U. D. Las Palmas           | Estadi Municipal de Futbol Palamós-Costa Brava | 25 de enero | 19:00 | Esport3            |
| C. D. Lugo             | 1 - 1 | C. D. Mirandés             | Anxo Carro                                     | 25 de enero | 21:00 | Teledeporte        |

| S. D. Ponferradina         | 0 - 2 | Real Sporting de Gijón | El Toralín             | 31 de enero   | 18:00 | +Que tele          |
| Albacete Balompié          | 3 - 2 | C. D. Tenerife         | Carlos Belmonte        | 31 de enero   | 18:00 | CMT                |
| C. E. Sabadell F. C.       | 1 - 4 | F. C. Barcelona "B"    | Nova Creu Alta         | 31 de enero   | 18:00 | Esport3            |
| C. D. Numancia de Soria    | 1 - 1 | Real Betis Balompié    | Los Pajaritos          | 31 de enero   | 18:15 | LaSexta            |
| C. D. Leganés              | 2 - 0 | U. E. Llagostera       | Municipal de Butarque  | 31 de enero   | 20:00 | Esport3            |
| C. D. Mirandés             | 0 - 2 | Racing de Santander    | Municipal de Anduva    | 31 de enero   | 20:00 | Teledeporte        |
| U. D. Las Palmas           | 2 - 1 | R. C. D. Mallorca      | Gran Canaria           | 31 de enero   | 21:00 | Televisión Canaria |
| Girona F. C.               | 3 - 0 | A. D. Alcorcón         | Municipal de Montilivi | 1 de febrero  | 17:00 | Esport3            |
| R. C. Recreativo de Huelva | 0 - 0 | Deportivo Alavés       | Nuevo Colombino        | 1 de febrero  | 17:00 |                    |
| Real Valladolid C. F.      | 0 - 0 | C. D. Lugo             | José Zorrilla          | 1 de febrero  | 18:15 | LaSexta            |
| C. A. Osasuna              | 0 - 1 | Real Zaragoza          | El Sadar               | 10 de febrero | 19:00 | Canal+ 1           |

| Real Zaragoza           | 4 - 0 | F. C. Barcelona "B"        | La Romareda                                    | 7 de febrero | 18:00 | Esport3            |
| Racing de Santander     | 1 - 4 | Real Valladolid C. F.      | El Sardinero                                   | 7 de febrero | 18:15 | LaSexta            |
| U. E. Llagostera        | 1 - 0 | R. C. Recreativo de Huelva | Estadi Municipal de Futbol Palamós-Costa Brava | 7 de febrero | 20:00 | Esport3            |
| A. D. Alcorcón          | 2 - 2 | C. D. Mirandés             | Santo Domingo                                  | 7 de febrero | 21:00 | Teledeporte        |
| C. D. Lugo              | 2 - 1 | U. D. Las Palmas           | Anxo Carro                                     | 8 de febrero | 12:00 | Canal+ 1           |
| Real Sporting de Gijón  | 2 - 1 | Albacete Balompié          | El Molinón                                     | 8 de febrero | 17:00 | +Que tele/CMT      |
| R. C. D. Mallorca       | 0 - 2 | C. D. Leganés              | Iberostar Estadio                              | 8 de febrero | 17:00 |                    |
| C. D. Numancia de Soria | 3 - 0 | C. E. Sabadell F. C.       | Los Pajaritos                                  | 8 de febrero | 17:00 |                    |
| Real Betis Balompié     | 1 - 1 | S. D. Ponferradina         | Benito Villamarín                              | 8 de febrero | 18:15 | LaSexta            |
| C. D. Tenerife          | 0 - 1 | Girona F. C.               | Heliodoro Rodríguez López                      | 8 de febrero | 19:00 | Televisión Canaria |
| Deportivo Alavés        | 3 - 0 | C. A. Osasuna              | Mendizorroza                                   | 18 de marzo  | 21:00 | ETB                |

| C. A. Osasuna              | 0 - 1 | U. E. Llagostera        | El Sadar               | 14 de febrero | 18:00 | Esport3            |
| R. C. Recreativo de Huelva | 0 - 0 | R. C. D. Mallorca       | Nuevo Colombino        | 14 de febrero | 18:15 | LaSexta            |
| F. C. Barcelona "B"        | 0 - 0 | Deportivo Alavés        | Mini Estadi            | 14 de febrero | 20:00 | Esport3            |
| C. D. Mirandés             | 1 - 1 | C. D. Tenerife          | Anduva                 | 14 de febrero | 21:00 | Televisión Canaria |
| Girona F. C.               | 0 - 0 | Real Sporting de Gijón  | Municipal de Montilivi | 15 de febrero | 12:00 | Canal+ 1           |
| Real Valladolid C. F.      | 1 - 0 | A. D. Alcorcón          | José Zorrilla          | 15 de febrero | 16:00 |                    |
| S. D. Ponferradina         | 1 - 2 | C. D. Numancia de Soria | El Toralín             | 15 de febrero | 16:00 |                    |
| C. E. Sabadell F. C.       | 0 - 0 | Real Zaragoza           | Nova Creu Alta         | 15 de febrero | 17:00 | Esport3            |
| Albacete Balompié          | 0 - 0 | Real Betis Balompié     | Carlos Belmonte        | 15 de febrero | 18:15 | LaSexta            |
| U. D. Las Palmas           | 1 - 0 | Racing de Santander     | Carlos Belmonte        | 15 de febrero | 19:00 | Televisión Canaria |
| C. D. Leganés              | 2 - 0 | C. D. Lugo              | Municipal de Butarque  | 15 de febrero | 21:00 | Teledeporte        |

| Racing de Santander     | 1 - 2 | C. D. Leganés              | El Sardinero                                   | 21 de febrero | 18:00 |                    |
| R. C. D. Mallorca       | 3 - 0 | C. A. Osasuna              | Iberostar Estadio                              | 21 de febrero | 18:15 | LaSexta            |
| A. D. Alcorcón          | 0 - 0 | U. D. Las Palmas           | Santo Domingo                                  | 21 de febrero | 19:00 | Televisión Canaria |
| Real Betis Balompié     | 2 - 1 | Girona F. C.               | Benito Villamarín                              | 21 de febrero | 20:00 | Canal+ 1           |
| C. D. Lugo              | 2 - 1 | R. C. Recreativo de Huelva | Anxo Carro                                     | 22 de febrero | 16:00 |                    |
| S. D. Ponferradina      | 3 - 0 | C. E. Sabadell F. C.       | El Toralín                                     | 22 de febrero | 16:00 |                    |
| U. E. Llagostera        | 1 - 0 | F. C. Barcelona "B"        | Estadi Municipal de Futbol Palamós-Costa Brava | 22 de febrero | 17:00 | Esport3            |
| Real Sporting de Gijón  | 4 - 1 | C. D. Mirandés             | El Molinón                                     | 22 de febrero | 17:00 | +Que tele          |
| Deportivo Alavés        | 4 - 0 | Real Zaragoza              | Mendizorroza                                   | 22 de febrero | 18:15 | LaSexta            |
| C. D. Tenerife          | 2 - 0 | Real Valladolid C. F.      | Heliodoro Rodríguez López                      | 22 de febrero | 19:00 | Televisión Canaria |
| C. D. Numancia de Soria | 1 - 1 | Albacete Balompié          | Los Pajaritos                                  | 22 de febrero | 21:00 | Teledeporte        |

| C. A. Osasuna              | 0 - 2 | C. D. Lugo              | El Sadar               | 28 de febrero | 16:00 |             |
| C. E. Sabadell F. C.       | 2 - 1 | Deportivo Alavés        | Nova Creu Alta         | 28 de febrero | 18:00 | ETB         |
| Real Valladolid C. F.      | 3 - 0 | Real Sporting de Gijón  | José Zorrilla          | 28 de febrero | 18:00 | +Que tele   |
| F. C. Barcelona "B"        | 2 - 4 | R. C. D. Mallorca       | Mini Estadi            | 28 de febrero | 18:15 | LaSexta     |
| U. D. Las Palmas           | 1 - 1 | C. D. Tenerife          | Gran Canaria           | 1 de marzo    | 13:00 | Canal+ 1    |
| Albacete Balompié          | 2 - 1 | S. D. Ponferradina      | Carlos Belmonte        | 1 de marzo    | 16:00 |             |
| R. C. Recreativo de Huelva | 1 - 0 | Racing de Santander     | Nuevo Colombino        | 1 de marzo    | 16:00 |             |
| Girona F. C.               | 2 - 1 | C. D. Numancia de Soria | Municipal de Montilivi | 1 de marzo    | 17:00 | Esport3     |
| C. D. Mirandés             | 0 - 0 | Real Betis Balompié     | Anduva                 | 1 de marzo    | 18:15 | LaSexta     |
| Real Zaragoza              | 2 - 2 | U. E. Llagostera        | La Romareda            | 1 de marzo    | 19:00 |             |
| C. D. Leganés              | 1 - 2 | A. D. Alcorcón          | Municipal de Butarque  | 1 de marzo    | 21:00 | Teledeporte |

| C. D. Numancia de Soria | 1 - 0 | C. D. Mirandés             | Los Pajaritos                                  | 7 de marzo | 16:00 |                              |
| C. D. Lugo              | 3 - 2 | F. C. Barcelona "B"        | Anxo Carro                                     | 7 de marzo | 18:00 | TVG y Esport3                |
| Racing de Santander     | 2 - 0 | C. A. Osasuna              | El Sardinero                                   | 7 de marzo | 18:15 | LaSexta                      |
| C. D. Tenerife          | 1 - 0 | C. D. Leganés              | Heliodoro Rodríguez López                      | 7 de marzo | 20:00 | Televisión Canaria           |
| Albacete Balompié       | 0 - 0 | C. E. Sabadell F. C.       | Carlos Belmonte                                | 7 de marzo | 20:00 | CMT y Esport3                |
| Real Betis Balompié     | 4 - 0 | Real Valladolid C. F.      | Benito Villamarín                              | 8 de marzo | 12:00 | Canal+ 1                     |
| U. E. Llagostera        | 3 - 1 | Deportivo Alavés           | Estadi Municipal de Futbol Palamós-Costa Brava | 8 de marzo | 16:00 |                              |
| S. D. Ponferradina      | 3 - 0 | Girona F. C.               | El Toralín                                     | 8 de marzo | 18:00 | Esport3                      |
| R. C. D. Mallorca       | 3 - 2 | Real Zaragoza              | Iberostar Estadio                              | 8 de marzo | 18:15 | LaSexta                      |
| Real Sporting de Gijón  | 1 - 1 | U. D. Las Palmas           | El Molinón                                     | 8 de marzo | 19:00 | +Que tele/Televisión Canaria |
| A. D. Alcorcón          | 1 - 1 | R. C. Recreativo de Huelva | Santo Domingo                                  | 8 de marzo | 21:00 | Teledeporte                  |

| C. A. Osasuna              | 1 - 1 | A. D. Alcorcón          | El Sadar               | 14 de marzo | 16:00 |                    |
| Deportivo Alavés           | 2 - 0 | R. C. D. Mallorca       | El Sadar               | 14 de marzo | 18:00 | ETB                |
| C. E. Sabadell F. C.       | 1 - 1 | U. E. Llagostera        | Nova Creu Alta         | 14 de marzo | 18:00 | Esport3            |
| C. D. Leganés              | 0 - 1 | Real Sporting de Gijón  | Butarque               | 14 de marzo | 18:00 | +Que tele          |
| Real Zaragoza              | 0 - 0 | C. D. Lugo              | La Romareda            | 14 de marzo | 18:15 | LaSexta            |
| R. C. Recreativo de Huelva | 1 - 1 | C. D. Tenerife          | Nuevo Colombino        | 14 de marzo | 20:00 | Televisión Canaria |
| Real Valladolid C. F.      | 4 - 0 | C. D. Numancia de Soria | José Zorrilla          | 14 de marzo | 21:30 | Teledeporte        |
| U. D. Las Palmas           | 0 - 3 | Real Betis Balompié     | Gran Canaria           | 15 de marzo | 12:00 | Canal+ 1           |
| C. D. Mirandés             | 2 - 1 | S. D. Ponferradina      | Anduva                 | 15 de marzo | 16:00 |                    |
| Girona F. C.               | 2 - 2 | Albacete Balompié       | Municipal de Montilivi | 15 de marzo | 18:00 | Esport3            |
| F. C. Barcelona "B"        | 1 - 1 | Racing de Santander     | Mini Estadi            | 15 de marzo | 18:15 | LaSexta            |

| R. C. D. Mallorca       | 0 - 1 | U. E. Llagostera           | Iberostar Estadio         | 21 de marzo | 16:00 |                    |
| A. D. Alcorcón          | 3 - 1 | F. C. Barcelona "B"        | Santo Domingo             | 21 de marzo | 18:00 | Esport3            |
| Real Betis Balompié     | 1 - 3 | C. D. Leganés              | Benito Villamarín         | 21 de marzo | 18:15 | LaSexta            |
| Albacete Balompié       | 0 - 0 | C. D. Mirandés             | Carlos Belmonte           | 21 de marzo | 20:00 | Teledeporte        |
| C. D. Numancia de Soria | 4 - 2 | U. D. Las Palmas           | Los Pajaritos             | 21 de marzo | 20:00 | Televisión Canaria |
| Racing de Santander     | 0 - 2 | Real Zaragoza              | El Sardinero              | 22 de marzo | 12:00 | Canal+ 1           |
| C. D. Lugo              | 3 - 2 | Deportivo Alavés           | Anxo Carro                | 22 de marzo | 16:00 |                    |
| Real Sporting de Gijón  | 1 - 1 | R. C. Recreativo de Huelva | El Molinón                | 22 de marzo | 17:00 | +Que tele          |
| Girona F. C.            | 0 - 0 | C. E. Sabadell F. C.       | Municipal de Montilivi    | 22 de marzo | 17:00 | Esport3            |
| S. D. Ponferradina      | 2 - 0 | Real Valladolid C. F.      | El Toralín                | 22 de marzo | 18:00 | LaSexta            |
| C. D. Tenerife          | 2 - 1 | C. A. Osasuna              | Heliodoro Rodríguez López | 22 de marzo | 19:00 | Televisión Canaria |

| C. D. Leganés              | 0 - 0 | C. D. Numancia de Soria | Butarque                                       | 28 de marzo | 16:00 |             |
| Real Valladolid C. F.      | 0 - 1 | Albacete Balompié       | José Zorrilla                                  | 28 de marzo | 18:00 |             |
| U. E. Llagostera           | 3 - 2 | C. D. Lugo              | Estadi Municipal de Futbol Palamós-Costa Brava | 28 de marzo | 18:00 |             |
| Deportivo Alavés           | 2 - 1 | Racing de Santander     | Mendizorroza                                   | 28 de marzo | 18:00 |             |
| R. C. Recreativo de Huelva | 0 - 1 | Real Betis Balompié     | Nuevo Colombino                                | 28 de marzo | 18:15 | LaSexta     |
| U. D. Las Palmas           | 4 - 2 | S. D. Ponferradina      | Gran Canaria                                   | 28 de marzo | 21:00 |             |
| C. A. Osasuna              | 0 - 0 | Real Sporting de Gijón  | El Sadar                                       | 29 de marzo | 12:00 | Canal+ 1    |
| C. D. Mirandés             | 0 - 1 | Girona F. C.            | Anduva                                         | 29 de marzo | 17:00 |             |
| Real Zaragoza              | 1 - 1 | A. D. Alcorcón          | La Romareda                                    | 29 de marzo | 18:15 | LaSexta     |
| F. C. Barcelona "B"        | 2 - 2 | C. D. Tenerife          | Mini Estadi                                    | 29 de marzo | 19:00 |             |
| C. E. Sabadell F. C.       | 1 - 1 | R. C. D. Mallorca       | Nova Creu Alta                                 | 29 de marzo | 21:00 | Teledeporte |

| C. D. Mirandés          | 0 - 0 | C. E. Sabadell F. C.       | Anduva                    | 4 de abril | 16:00 |                    |
| Girona F. C.            | 2 - 1 | Real Valladolid C. F.      | Municipal de Montilivi    | 4 de abril | 18:00 | Esport3            |
| C. D. Lugo              | 4 - 0 | R. C. D. Mallorca          | Anxo Carro                | 4 de abril | 18:15 | LaSexta            |
| Albacete Balompié       | 1 - 0 | U. D. Las Palmas           | Carlos Belmonte           | 4 de abril | 21:30 | CMT                |
| Real Betis Balompié     | 3 - 0 | C. A. Osasuna              | Benito Villamarín         | 5 de abril | 12:00 | Canal+ 1           |
| S. D. Ponferradina      | 1 - 1 | C. D. Leganés              | El Toralín                | 5 de abril | 16:00 |                    |
| Real Sporting de Gijón  | 0 - 0 | F. C. Barcelona "B"        | El Molinón                | 5 de abril | 17:00 | +Que tele/Esport3  |
| C. D. Numancia de Soria | 1 - 2 | R. C. Recreativo de Huelva | Los Pajaritos             | 5 de abril | 18:15 | LaSexta            |
| C. D. Tenerife          | 1 - 1 | Real Zaragoza              | Heliodoro Rodríguez López | 5 de abril | 19:00 | Televisión Canaria |
| Racing de Santander     | 0 - 2 | U. E. Llagostera           | El Sardinero              | 5 de abril | 19:00 | Esport3            |
| A. D. Alcorcón          | 0 - 1 | Deportivo Alavés           | Santo Domingo             | 5 de abril | 21:00 | Teledeporte        |

| R. C. D. Mallorca          | 2 - 3 | Racing de Santander     | Iberostar Estadio                              | 11 de abril | 16:00 |                    |
| C. E. Sabadell F. C.       | 2 - 1 | C. D. Lugo              | Nova Creu Alta                                 | 11 de abril | 18:00 | TVG                |
| Real Zaragoza              | 1 - 1 | Real Sporting de Gijón  | La Romareda                                    | 11 de abril | 18:00 | +Que tele          |
| Real Valladolid C. F.      | 2 - 1 | C. D. Mirandés          | José Zorrilla                                  | 11 de abril | 18:15 | LaSexta            |
| U. E. Llagostera           | 0 - 0 | A. D. Alcorcón          | Estadi Municipal de Futbol Palamós-Costa Brava | 11 de abril | 20:00 | Esport3            |
| Deportivo Alavés           | 1 - 0 | C. D. Tenerife          | Mendizorroza                                   | 11 de abril | 20:00 | Televisión Canaria |
| U. D. Las Palmas           | 2 - 0 | Girona F. C.            | Gran Canaria                                   | 12 de abril | 12:00 | Canal+ 1           |
| R. C. Recreativo de Huelva | 0 - 1 | S. D. Ponferradina      | Nuevo Colombino                                | 12 de abril | 16:00 |                    |
| F. C. Barcelona "B"        | 1 - 2 | Real Betis Balompié     | Mini Estadi                                    | 12 de abril | 17:00 |                    |
| C. A. Osasuna              | 1 - 1 | C. D. Numancia de Soria | El Sadar                                       | 12 de abril | 18:15 | LaSexta            |
| C. D. Leganés              | 2 - 0 | Albacete Balompié       | Municipal de Butarque                          | 12 de abril | 21:00 | Teledeporte        |

| Girona F. C.            | 2 - 1 | C. D. Leganés              | Municipal de Montilivi    | 18 de abril | 16:00 | Esport3            |
| Real Sporting de Gijón  | 1 - 0 | Deportivo Alavés           | El Molinón                | 18 de abril | 18:00 | +Que tele          |
| S. D. Ponferradina      | 1 - 0 | C. A. Osasuna              | El Toralín                | 18 de abril | 18:15 | LaSexta            |
| C. D. Mirandés          | 2 - 1 | U. D. Las Palmas           | Anduva                    | 18 de abril | 20:00 | Televisión Canaria |
| Racing de Santander     | 1 - 0 | C. D. Lugo                 | El Sardinero              | 18 de abril | 21:30 | Teledeporte        |
| Albacete Balompié       | 3 - 1 | R. C. Recreativo de Huelva | Carlos Belmonte           | 18 de abril | 21:30 | CMT                |
| Real Betis Balompié     | 4 - 0 | Real Zaragoza              | Benito Villamarín         | 19 de abril | 12:00 | Canal+ 1           |
| A. D. Alcorcón          | 0 - 0 | R. C. D. Mallorca          | Santo Domingo             | 19 de abril | 16:00 |                    |
| C. D. Numancia de Soria | 1 - 0 | F. C. Barcelona "B"        | Los Pajaritos             | 19 de abril | 17:00 | Esport3            |
| Real Valladolid C. F.   | 0 - 0 | C. E. Sabadell F. C.       | José Zorrilla             | 19 de abril | 18:15 | LaSexta            |
| C. D. Tenerife          | 0 - 0 | U. E. Llagostera           | Heliodoro Rodríguez López | 19 de abril | 19:00 | Televisión Canaria |

| C. D. Lugo                 | 0 - 0 | A. D. Alcorcón          | Los Pajaritos                                  | 25 de abril | 16:00 |                    |
| C. A. Osasuna              | 2 - 1 | Albacete Balompié       | El Sadar                                       | 25 de abril | 18:00 | ETB                |
| Deportivo Alavés           | 1 - 2 | Real Betis Balompié     | Mendizorroza                                   | 25 de abril | 18:15 | LaSexta            |
| F. C. Barcelona "B"        | 2 - 1 | S. D. Ponferradina      | Mini Estadi                                    | 25 de abril | 18:30 | Esport3            |
| R. C. D. Mallorca          | 2 - 1 | C. D. Tenerife          | Iberostar Estadio                              | 25 de abril | 20:00 | Televisión Canaria |
| U. D. Las Palmas           | 1 - 1 | Real Valladolid C. F.   | Gran Canaria                                   | 26 de abril | 12:00 | Canal+ 1           |
| C. E. Sabadell F. C.       | 3 - 2 | Racing de Santander     | Nova Creu Alta                                 | 26 de abril | 16:00 |                    |
| U. E. Llagostera           | 0 - 0 | Real Sporting de Gijón  | Estadi Municipal de Futbol Palamós-Costa Brava | 26 de abril | 16:30 | +Que tele          |
| R. C. Recreativo de Huelva | 0 - 3 | Girona F. C.            | Nuevo Colombino                                | 26 de abril | 18:00 |                    |
| Real Zaragoza              | 1 - 0 | C. D. Numancia de Soria | La Romareda                                    | 26 de abril | 18:15 | LaSexta            |
| C. D. Leganés              | 0 - 0 | C. D. Mirandés          | Municipal de Butarque                          | 26 de abril | 21:00 | Teledeporte        |

| C. D. Numancia de Soria | 1 - 0 | Deportivo Alavés           | Los Pajaritos             | 2 de mayo | 16:00 | ETB                |
| A. D. Alcorcón          | 2 - 0 | Racing de Santander        | Santo Domingo             | 2 de mayo | 16:00 |                    |
| Real Betis Balompié     | 2 - 2 | U. E. Llagostera           | Benito Villamarín         | 2 de mayo | 18:15 | LaSexta            |
| Girona F. C.            | 3 - 0 | C. A. Osasuna              | Municipal de Montilivi    | 2 de mayo | 18:30 | Esport3            |
| U. D. Las Palmas        | 2 - 0 | C. E. Sabadell F. C.       | Gran Canaria              | 2 de mayo | 20:00 | Televisión Canaria |
| S. D. Ponferradina      | 1 - 1 | Real Zaragoza              | El Toralín                | 3 de mayo | 12:00 | Canal+ 1           |
| Real Sporting de Gijón  | 1 - 0 | R. C. D. Mallorca          | El Molinón                | 3 de mayo | 17:00 | +Que tele          |
| Real Valladolid C. F.   | 2 - 0 | C. D. Leganés              | José Zorrilla             | 3 de mayo | 18:15 | LaSexta            |
| Albacete Balompié       | 2 - 1 | F. C. Barcelona "B"        | Carlos Belmonte           | 3 de mayo | 19:00 | Esport3            |
| C. D. Tenerife          | 1 - 1 | C. D. Lugo                 | Heliodoro Rodríguez López | 3 de mayo | 19:00 | Televisión Canaria |
| C. D. Mirandés          | 2 - 1 | R. C. Recreativo de Huelva | Anduva                    | 3 de mayo | 21:00 | Teledeporte        |

| F. C. Barcelona "B"        | 2 - 4 | Girona F. C.            | Mini Estadi                                    | 9 de mayo  | 16:00 | Esport3            |
| C. D. Lugo                 | 1 - 2 | Real Sporting de Gijón  | Anxo Carro                                     | 9 de mayo  | 18:00 | TVG/+Que tele      |
| R. C. Recreativo de Huelva | 0 - 3 | Real Valladolid C. F.   | Nuevo Colombino                                | 9 de mayo  | 18:00 | LaSexta            |
| C. E. Sabadell F. C.       | 0 - 1 | A. D. Alcorcón          | Nova Creu Alta                                 | 9 de mayo  | 18:00 | Esport3            |
| C. D. Leganés              | 2 - 1 | U. D. Las Palmas        | Municipal de Butarque                          | 9 de mayo  | 20:00 | Televisión Canaria |
| R. C. D. Mallorca          | 1 - 2 | Real Betis Balompié     | Iberostar Estadio                              | 10 de mayo | 12:00 | Canal+ 1           |
| U. E. Llagostera           | 0 - 0 | C. D. Numancia de Soria | Estadi Municipal de Futbol Palamós-Costa Brava | 10 de mayo | 17:00 |                    |
| C. A. Osasuna              | 2 - 0 | C. D. Mirandés          | El Sadar                                       | 10 de mayo | 18:00 |                    |
| Real Zaragoza              | 3 - 1 | Albacete Balompié       | La Romareda                                    | 10 de mayo | 18:15 | LaSexta            |
| Racing de Santander        | 1 - 0 | C. D. Tenerife          | EL Sardinero                                   | 10 de mayo | 19:00 | Televisión Canaria |
| Deportivo Alavés           | 2 - 1 | S. D. Ponferradina      | Mendizorroza                                   | 10 de mayo | 21:00 | Teledeporte        |

| Albacete Balompié       | 2 - 3 | Deportivo Alavés           | Carlos Belmonte           | 16 de mayo | 16:00 | ETB                |
| C. D. Leganés           | 1 - 1 | C. E. Sabadell F. C.       | Municipal de Butarque     | 16 de mayo | 16:00 | Esport3            |
| Real Sporting de Gijón  | 3 - 1 | Racing de Santander        | El Molinón                | 16 de mayo | 18:00 | +Que tele          |
| Real Valladolid C. F.   | 1 - 1 | C. A. Osasuna              | José Zorrilla             | 16 de mayo | 18:15 | LaSexta            |
| C. D. Mirandés          | 2 - 3 | F. C. Barcelona "B"        | Anduva                    | 16 de mayo | 20:00 | Esport3            |
| C. D. Numancia de Soria | 1 - 2 | R. C. D. Mallorca          | Los Pajaritos             | 16 de mayo | 20:00 | Teledeporte        |
| U. D. Las Palmas        | 3 - 0 | R. C. Recreativo de Huelva | Gran Canaria              | 16 de mayo | 20:00 | Televisión Canaria |
| Girona F. C.            | 1 - 1 | Real Zaragoza              | Municipal de Montilivi    | 17 de mayo | 12:00 | Canal+ 1           |
| S. D. Ponferradina      | 0 - 1 | U. E. Llagostera           | El Toralín                | 17 de mayo | 16:00 |                    |
| Real Betis Balompié     | 5 - 1 | C. D. Lugo                 | Benito Villamarín         | 17 de mayo | 18:15 | LaSexta            |
| C. D. Tenerife          | 1 - 1 | A. D. Alcorcón             | Heliodoro Rodríguez López | 17 de mayo | 21:00 | Televisión Canaria |

| F. C. Barcelona "B"        | 1 - 3 | Real Valladolid C. F.   | Mini Estadi                                    | 19 de mayo | 21:00 | Esport3            |
| C. A. Osasuna              | 1 - 2 | U. D. Las Palmas        | El Sadar                                       | 19 de mayo | 22:00 | Televisión Canaria |
| R. C. Recreativo de Huelva | 1 - 0 | C. D. Leganés           | Nuevo Colombino                                | 20 de mayo | 20:00 |                    |
| A. D. Alcorcón             | 0 - 0 | Real Sporting de Gijón  | Santo Domingo                                  | 20 de mayo | 20:00 | +Que tele          |
| R. C. D. Mallorca          | 1 - 0 | S. D. Ponferradina      | Iberostar Estadio                              | 20 de mayo | 20:00 |                    |
| Deportivo Alavés           | 0 - 3 | Girona F. C.            | Mendizorroza                                   | 20 de mayo | 21:00 | Esport3            |
| C. D. Lugo                 | 1 - 1 | C. D. Numancia de Soria | Anxo Carro                                     | 20 de mayo | 21:00 | Teledeporte        |
| C. E. Sabadell F. C.       | 1 - 3 | C. D. Tenerife          | Nova Creu Alta                                 | 20 de mayo | 22:00 | Televisión Canaria |
| Real Zaragoza              | 0 - 1 | C. D. Mirandés          | La Romareda                                    | 20 de mayo | 22:00 | Aragón TV          |
| Racing de Santander        | 2 - 4 | Real Betis Balompié     | El Sardinero                                   | 21 de mayo | 20:00 | Canal+ 1           |
| U. E. Llagostera           | 2 - 3 | Albacete Balompié       | Estadi Municipal de Futbol Palamós-Costa Brava | 21 de mayo | 21:00 | Esport3            |

| C. D. Mirandés             | 3 - 0 | Deportivo Alavés     | Anduva                | 23 de mayo | 16:00 | ETB                |
| R. C. Recreativo de Huelva | 3 - 1 | C. E. Sabadell F. C. | Nuevo Colombino       | 23 de mayo | 16:00 | Esport3            |
| S. D. Ponferradina         | 1 - 0 | C. D. Lugo           | El Toralín            | 23 de mayo | 18:00 |                    |
| C. D. Leganés              | 1 - 1 | C. A. Osasuna        | Municipal de Butarque | 23 de mayo | 18:15 |                    |
| U. D. Las Palmas           | 4 - 3 | F. C. Barcelona "B"  | Gran Canaria          | 23 de mayo | 21:30 | Televisión Canaria |
| Girona F. C.               | 1 - 0 | Llagostera           | Montilivi             | 24 de mayo | 16:15 | Esport3            |
| Real Sporting de Gijón     | 2 - 0 | C. D. Tenerife       | El Molinón            | 24 de mayo | 18:00 | +Que tele          |
| C. D. Numancia de Soria    | 0 - 2 | Racing de Santander  | Los Pajaritos         | 24 de mayo | 18:00 |                    |
| Real Valladolid C. F.      | 1 - 3 | Real Zaragoza        | José Zorrilla         | 24 de mayo | 18:00 | LaSexta            |
| Betis (C)                  | 3 - 0 | A. D. Alcorcón       | Benito Villamarín     | 24 de mayo | 20:00 | Canal+ 1           |
| Albacete Balompié          | 4 - 2 | R. C. D. Mallorca    | Carlos Belmonte       | 24 de mayo | 21:00 | Teledeporte        |

| C. D. Lugo             | 1 - 1 | Albacete Balompié          | Anxo Carro                                     | 31 de mayo | 18:00 |                    |
| C. D. Tenerife         | 2 - 0 | Real Betis Balompié        | Heliodoro Rodríguez López                      | 31 de mayo | 18:00 | Televisión Canaria |
| R. C. D. Mallorca      | 0 - 1 | Girona F. C.               | Iberostar Estadio                              | 31 de mayo | 18:00 | Canal+ 1           |
| Real Zaragoza          | 0 - 2 | U. D. Las Palmas           | La Romareda                                    | 31 de mayo | 18:00 | Aragón TV          |
| F. C. Barcelona "B"    | 2 - 5 | C. D. Leganés              | Mini Estadi                                    | 31 de mayo | 18:00 | Esport3            |
| A. D. Alcorcón         | 1 - 1 | C. D. Numancia de Soria    | Santo Domingo                                  | 31 de mayo | 18:00 | Teledeporte        |
| Racing de Santander    | 0 - 1 | S. D. Ponferradina         | El Sardinero                                   | 31 de mayo | 18:00 |                    |
| U. E. Llagostera       | 0 - 1 | C. D. Mirandés             | Estadi Municipal de Futbol Palamós-Costa Brava | 31 de mayo | 18:00 |                    |
| C. A. Osasuna          | 2 - 0 | R. C. Recreativo de Huelva | El Sadar                                       | 31 de mayo | 18:00 |                    |
| Real Sporting de Gijón | 2 - 0 | C. E. Sabadell F. C.       | El Molinón                                     | 31 de mayo | 18:00 | +Que tele          |
| Deportivo Alavés       | 0 - 2 | Real Valladolid C. F.      | Mendizorroza                                   | 31 de mayo | 18:00 |                    |

| Real Betis Balompié        | 0 - 3 | Real Sporting de Gijón | Benito Villamarín     | 7 de junio | 18:00 | +Que tele |
| S. D. Ponferradina         | 1 - 1 | A. D. Alcorcón         | El Toralín            | 7 de junio | 18:00 |           |
| Albacete Balompié          | 0 - 1 | Racing de Santander    | Carlos Belmonte       | 7 de junio | 18:00 |           |
| Girona F. C.               | 1 - 1 | C. D. Lugo             | Montilivi             | 7 de junio | 18:00 | Canal+ 1  |
| C. D. Mirandés             | 2 - 0 | R. C. D. Mallorca      | Anduva                | 7 de junio | 18:00 |           |
| Real Valladolid C. F.      | 2 - 4 | U. E. Llagostera       | José Zorrilla         | 7 de junio | 18:00 |           |
| U. D. Las Palmas           | 3 - 2 | Deportivo Alavés       | Gran Canaria          | 7 de junio | 18:00 |           |
| C. D. Leganés              | 2 - 2 | Real Zaragoza          | Municipal de Butarque | 7 de junio | 18:00 |           |
| R. C. Recreativo de Huelva | 2 - 0 | F. C. Barcelona "B"    | Nuevo Colombino       | 7 de junio | 18:00 |           |
| C. E. Sabadell F. C.       | 2 - 2 | C. A. Osasuna          | Nova Creu Alta        | 7 de junio | 18:00 |           |
| C. D. Numancia de Soria    | 3 - 3 | C. D. Tenerife         | Los Pajaritos         | 7 de junio | 18:00 |           |

### Tabla de resultados cruzados
| Local \ Visitante          | ALV | ALB | ALC | BAR | BET | GIR | LAS | LEG | LLA | LUG | MLL | MIR | NUM | OSA | PON | RAC | REC | SAB | SPO | TEN | VLD | ZAR |
| -------------------------- | --- | --- | --- | --- | --- | --- | --- | --- | --- | --- | --- | --- | --- | --- | --- | --- | --- | --- | --- | --- | --- | --- |
| Deportivo Alavés           | —   | 2–1 | 1–1 | 2–3 | 1–2 | 0–3 | 1–1 | 2–0 | 0–0 | 1–0 | 2–0 | 1–3 | 0–2 | 3–0 | 2–1 | 2–1 | 0–0 | 3–1 | 0–0 | 1–0 | 0–2 | 4–0 |
| Albacete Balompié          | 2–3 | —   | 2–3 | 2–1 | 0–0 | 0–1 | 1–0 | 1–0 | 0–2 | 3–0 | 4–2 | 0–0 | 0–1 | 2–0 | 2–1 | 0–1 | 3–1 | 0–0 | 1–1 | 3–2 | 3–4 | 2–2 |
| A. D. Alcorcón             | 0–1 | 2–3 | —   | 3–1 | 0–0 | 1–2 | 0–0 | 1–0 | 2–0 | 1–0 | 0–0 | 2–2 | 1–1 | 2–0 | 1–1 | 2–0 | 1–1 | 3–2 | 0–0 | 0–0 | 0–1 | 1–3 |
| F. C. Barcelona "B"        | 0–0 | 1–2 | 4–1 | —   | 1–2 | 2–4 | 0–2 | 2–5 | 0–1 | 0–1 | 2–4 | 1–3 | 1–1 | 0–1 | 2–1 | 1–1 | 3–1 | 3–1 | 0–0 | 2–2 | 1–3 | 4–1 |
| Real Betis                 | 1–2 | 0–1 | 3–0 | 1–0 | —   | 2–1 | 0–0 | 1–3 | 2–2 | 5–1 | 1–0 | 2–0 | 2–1 | 3–0 | 1–1 | 2–0 | 3–2 | 2–0 | 0–3 | 3–1 | 4–0 | 4–0 |
| Girona F. C.               | 2–2 | 2–2 | 3–0 | 0–1 | 1–3 | —   | 1–2 | 2–1 | 1–0 | 1–1 | 0–0 | 3–0 | 2–1 | 3–0 | 3–0 | 1–0 | 2–0 | 0–0 | 0–0 | 2–0 | 2–1 | 1–1 |
| U. D. Las Palmas           | 3–2 | 2–1 | 4–1 | 4–3 | 0–3 | 2–0 | —   | 1–0 | 2–0 | 3–0 | 2–1 | 0–0 | 2–0 | 1–2 | 4–2 | 1–0 | 3–0 | 2–0 | 1–1 | 1–1 | 1–1 | 5–3 |
| C. D. Leganés              | 1–1 | 2–0 | 1–2 | 2–0 | 1–0 | 1–2 | 2–1 | —   | 2–0 | 2–0 | 3–1 | 0–0 | 0–0 | 1–1 | 1–1 | 2–2 | 2–0 | 1–1 | 0–1 | 2–0 | 1–0 | 2–2 |
| U. E. Llagostera           | 3–1 | 2–3 | 0–0 | 1–0 | 0–2 | 1–2 | 0–0 | 2–0 | —   | 3–2 | 1–4 | 0–1 | 0–0 | 0–0 | 3–1 | 0–2 | 1–0 | 0–1 | 0–0 | 2–0 | 2–0 | 0–1 |
| C. D. Lugo                 | 3–2 | 1–1 | 0–0 | 3–2 | 0–1 | 1–2 | 2–1 | 0–0 | 1–1 | —   | 4–0 | 1–1 | 1–1 | 4–3 | 0–0 | 0–0 | 2–1 | 2–1 | 1–2 | 1–0 | 1–0 | 3–3 |
| R. C. D. Mallorca          | 2–0 | 2–0 | 1–1 | 3–3 | 1–2 | 0–1 | 1–1 | 0–2 | 0–1 | 2–1 | —   | 2–0 | 1–1 | 3–0 | 1–0 | 2–3 | 1–2 | 1–0 | 0–1 | 2–1 | 1–5 | 3–2 |
| C. D. Mirandés             | 3–0 | 3–2 | 1–2 | 2–3 | 0–0 | 0–1 | 2–1 | 1–0 | 1–0 | 0–0 | 2–0 | —   | 2–0 | 1–0 | 2–1 | 0–2 | 2–1 | 0–0 | 0–2 | 1–1 | 0–0 | 1–1 |
| C. D. Numancia             | 1–0 | 1–1 | 2–2 | 1–0 | 1–1 | 2–2 | 4–2 | 1–1 | 3–2 | 6–6 | 1–2 | 1–0 | —   | 0–0 | 1–3 | 0–2 | 1–2 | 3–0 | 1–2 | 3–3 | 0–1 | 2–0 |
| C. A. Osasuna              | 1–3 | 2–1 | 1–1 | 2–0 | 3–2 | 0–0 | 1–2 | 2–1 | 0–1 | 0–2 | 6–4 | 2–0 | 1–1 | —   | 0–1 | 0–2 | 2–0 | 0–0 | 0–0 | 3–2 | 2–1 | 0–1 |
| S. D. Ponferradina         | 2–1 | 1–0 | 1–1 | 4–4 | 4–1 | 3–0 | 2–2 | 1–1 | 0–1 | 1–0 | 3–1 | 1–0 | 1–2 | 1–0 | —   | 1–1 | 3–3 | 3–0 | 0–2 | 1–0 | 2–0 | 1–1 |
| Racing de Santander        | 1–1 | 1–0 | 0–1 | 0–0 | 2–4 | 0–1 | 1–2 | 1–2 | 0–2 | 1–0 | 0–1 | 1–2 | 1–1 | 2–0 | 0–1 | —   | 3–0 | 3–1 | 1–1 | 1–0 | 1–4 | 0–2 |
| R. C. Recreativo de Huelva | 0–0 | 4–1 | 2–1 | 2–0 | 0–1 | 0–3 | 2–4 | 1–0 | 2–0 | 0–0 | 0–0 | 0–1 | 0–3 | 1–1 | 0–1 | 1–0 | —   | 3–1 | 1–1 | 1–1 | 0–3 | 0–0 |
| C. E. Sabadell F. C.       | 2–1 | 6–1 | 0–1 | 1–4 | 2–3 | 0–2 | 2–2 | 1–2 | 1–1 | 2–1 | 1–1 | 3–2 | 0–3 | 2–2 | 1–0 | 3–2 | 1–0 | —   | 2–2 | 1–3 | 0–0 | 0–0 |
| Sporting de Gijón          | 1–0 | 2–1 | 2–1 | 0–0 | 1–2 | 1–1 | 1–1 | 2–1 | 0–0 | 2–1 | 1–0 | 4–1 | 3–0 | 2–0 | 2–1 | 3–1 | 1–1 | 2–0 | —   | 2–0 | 1–1 | 3–1 |
| C. D. Tenerife             | 1–1 | 1–1 | 1–1 | 2–0 | 2–0 | 0–1 | 2–1 | 1–0 | 0–0 | 1–1 | 0–0 | 1–0 | 0–0 | 2–1 | 0–1 | 1–0 | 0–2 | 1–0 | 1–1 | —   | 2–0 | 1–1 |
| Real Valladolid C. F.      | 2–0 | 0–1 | 1–0 | 7–0 | 0–0 | 2–1 | 1–2 | 2–0 | 2–4 | 0–0 | 2–1 | 2–1 | 4–0 | 1–1 | 0–0 | 3–1 | 1–0 | 0–0 | 3–0 | 2–1 | —   | 1–3 |
| Real Zaragoza              | 1–0 | 3–1 | 1–1 | 4–0 | 2–2 | 2–1 | 0–2 | 2–0 | 2–2 | 0–0 | 2–0 | 0–1 | 1–0 | 1–1 | 4–1 | 2–1 | 2–0 | 1–1 | 1–1 | 2–3 | 0–2 | —   |

## Playoff de ascenso a Primera División
|  | Semifinales            | Semifinales            | Semifinales            | Semifinales            |   |                       | Final            | Final            | Final            | Final            |  |
|  | 10/11 y 13/14 de junio | 10/11 y 13/14 de junio | 10/11 y 13/14 de junio | 10/11 y 13/14 de junio |   |                       | 17 y 21 de junio | 17 y 21 de junio | 17 y 21 de junio | 17 y 21 de junio |  |
|  |                        |                        |                        |                        |   |                       |                  |                  |                  |                  |  |
|  |                        |                        |                        |                        |   |                       |                  |                  |                  |                  |  |
|  | Real Valladolid C. F.  | 1                      | 0                      | 1                      |   |                       |                  |                  |                  |                  |  |
|  | Real Valladolid C. F.  | 1                      | 0                      | 1                      |   |                       |                  |                  |                  |                  |  |
|  | U. D. Las Palmas (v.)  | 1                      | 0                      | 1                      |   |                       |                  |                  |                  |                  |  |
|  | U. D. Las Palmas (v.)  | 1                      | 0                      | 1                      |   | U. D. Las Palmas (v.) | 1                | 2                | 3                |                  |  |
|  |                        |                        |                        |                        |   | U. D. Las Palmas (v.) | 1                | 2                | 3                |                  |  |
|  |                        |                        | Real Zaragoza          | 3                      | 0 | 3                     |                  |                  |                  |                  |  |
|  | Real Zaragoza (v.)     | 0                      | Real Zaragoza          | 3                      | 0 | 3                     | 4                | 4                |                  |                  |  |
|  | Real Zaragoza (v.)     | 0                      |                        |                        |   |                       | 4                | 4                |                  |                  |  |
|  | Girona F. C.           | 3                      | 1                      | 4                      |   |                       |                  |                  |                  |                  |  |
|  | Girona F. C.           | 3                      | 1                      | 4                      |   |                       |                  |                  |                  |                  |  |
|  |                        |                        |                        |                        |   |                       |                  |                  |                  |                  |  |

### Semifinales

#### Girona F. C.-Real Zaragoza
| 11 de junio de 2015, 20:00 | Real Zaragoza | 0:3 (0:2) | Girona F. C.                                          | Estadio La Romareda, Zaragoza                            |                                                          |
|                            |               | Reporte   | Jaime Mata 22' · Florian Lejeune 44' · Jaime Mata 58' | Asistencia: 15 000 espectadores Árbitro(s): Valdés Aller | Asistencia: 15 000 espectadores Árbitro(s): Valdés Aller |

| 14 de junio de 2015, 17:00 | Girona F. C. | 1:4 (0:3) | Real Zaragoza                                              | Municipal de Montilivi, Gerona                                  |                                                                 |
|                            | Aday 73'     | Reporte   | Willian José 19' 34' · Leandro Cabrera 41' · Fernández 67' | Asistencia: 8.348 espectadores Árbitro(s): Arcediano Monescillo | Asistencia: 8.348 espectadores Árbitro(s): Arcediano Monescillo |

| Pasa a la fase final Real Zaragoza |

#### U. D. Las Palmas-Real Valladolid C. F.
| 10 de junio de 2015, 20:00 | Real Valladolid C. F. | 1:1 (1:1) | U. D. Las Palmas | Estadio José Zorrilla, Valladolid                       |                                                         |
|                            | Hernán Pérez 22'      | Reporte   | Sergio Araujo 8' | Asistencia: 17 000 espectadores Árbitro(s): Arias López | Asistencia: 17 000 espectadores Árbitro(s): Arias López |

| 13 de junio de 2015, 20:00 | U. D. Las Palmas | 0:0     | Real Valladolid C. F. | Estadio de Gran Canaria, Las Palmas de Gran Canaria      |                                                          |
|                            |                  | Reporte |                       | Asistencia: 21 000 espectadores Árbitro(s): Sagués Oscoz | Asistencia: 21 000 espectadores Árbitro(s): Sagués Oscoz |

| Pasa a la fase final U. D. Las Palmas |

### Final

#### U. D. Las Palmas-Real Zaragoza
| 17 de junio de 2015, 20:00 | Real Zaragoza                                 | 3:1 (1:1) | U. D. Las Palmas   | Estadio La Romareda, Zaragoza                                         |                                                                       |
|                            | Diego Rico 39' · Pedro 48' · Willian José 75' | Reporte   | Jonathan Viera 19' | Asistencia: 32 000 espectadores Árbitro(s): José Ramón Piñeiro Crespo | Asistencia: 32 000 espectadores Árbitro(s): José Ramón Piñeiro Crespo |

| 21 de junio de 2015, 21:00 | U. D. Las Palmas                   | 2:0 (1:0) | Real Zaragoza | Estadio de Gran Canaria, Las Palmas de Gran Canaria     |                                                         |
|                            | Roque Mesa 33' · Sergio Araujo 85' |           |               | Asistencia: 32 150 espectadores Árbitro(s): Ocón Arráiz | Asistencia: 32 150 espectadores Árbitro(s): Ocón Arráiz |

| Asciende a Primera División U. D. Las Palmas |

## Premios
| 1.º                                      | Rubén Castro    | Real Betis                 | 32 |
| 2.º                                      | Sergio Araujo   | Unión Deportiva Las Palmas | 25 |
| 3.º                                      | Borja Bastón    | Real Zaragoza              | 23 |
| 4.º                                      | David Rodríguez | AD Alcorcón                | 20 |
| 5.º                                      | Jorge Molina    | Real Betis                 | 19 |
| Última actualización: 8 de junio de 2015 |                 |                            |    |

| 1.º                                      | Iván Cuéllar  | Sporting            | 21 | 36 | 0.58 |
| 2.º                                      | Razak Brimah  | Mirandés            | 23 | 28 | 0.82 |
| 3.º                                      | Isaac Becerra | Girona FC           | 35 | 42 | 0.83 |
| 4.º                                      | Javi Varas    | Real Valladolid     | 33 | 38 | 0.87 |
| 5.º                                      | Antonio Adán  | Real Betis Balompié | 35 | 40 | 0.88 |
| Última actualización: 8 de junio de 2015 |               |                     |    |    |      |

### Mejor jugador y entrenador del mes
| Mes        | Jugador        | Equipo           | Ref.   |
| ---------- | -------------- | ---------------- | ------ |
| Septiembre | Sergio Araujo  | UD Las Palmas    | [ 62 ] |
| Octubre    | Marco Asensio  | RCD Mallorca     | [ 63 ] |
| Noviembre  | Sergi Enrich   | CD Numancia      | [ 64 ] |
| Diciembre  | Óscar González | Real Valladolid  | [ 65 ] |
| Enero      | Roque Mesa     | UD Las Palmas    | [ 66 ] |
| Febrero    | Chuli          | CD Leganés       | [ 67 ] |
| Marzo      | Manu Barreiro  | Deportivo Alavés |        |
| Abril      | René           | UE Llagostera    |        |
| Mayo       | Jonathan Viera | UD Las Palmas    |        |

| Mes        | Técnico            | Equipo              | Ref.   |
| ---------- | ------------------ | ------------------- | ------ |
| Septiembre | Abelardo Fernández | Sporting de Gijón   | [ 62 ] |
| Octubre    | Pablo Machín       | Girona FC           | [ 63 ] |
| Noviembre  | Paco Herrera       | UD Las Palmas       | [ 64 ] |
| Diciembre  | Carlos Terrazas    | CD Mirandés         | [ 65 ] |
| Enero      | Pablo Machín       | Girona FC           | [ 68 ] |
| Febrero    | Lluís Carrillo     | UE Llagostera       | [ 69 ] |
| Marzo      | Lluís Carrillo     | UE Llagostera       | [ 70 ] |
| Abril      | Pepe Mel           | Real Betis Balompié | [ 71 ] |
| Mayo       | Pablo Machín       | Girona FC           | [ 72 ] |

| Mes        | Jugador        | Equipo           | Ref.   |
| ---------- | -------------- | ---------------- | ------ |
| Septiembre | Sergio Araujo  | UD Las Palmas    | [ 62 ] |
| Octubre    | Marco Asensio  | RCD Mallorca     | [ 63 ] |
| Noviembre  | Sergi Enrich   | CD Numancia      | [ 64 ] |
| Diciembre  | Óscar González | Real Valladolid  | [ 65 ] |
| Enero      | Roque Mesa     | UD Las Palmas    | [ 66 ] |
| Febrero    | Chuli          | CD Leganés       | [ 67 ] |
| Marzo      | Manu Barreiro  | Deportivo Alavés |        |
| Abril      | René           | UE Llagostera    |        |
| Mayo       | Jonathan Viera | UD Las Palmas    |        |

| Mes        | Técnico            | Equipo              | Ref.   |
| ---------- | ------------------ | ------------------- | ------ |
| Septiembre | Abelardo Fernández | Sporting de Gijón   | [ 62 ] |
| Octubre    | Pablo Machín       | Girona FC           | [ 63 ] |
| Noviembre  | Paco Herrera       | UD Las Palmas       | [ 64 ] |
| Diciembre  | Carlos Terrazas    | CD Mirandés         | [ 65 ] |
| Enero      | Pablo Machín       | Girona FC           | [ 68 ] |
| Febrero    | Lluís Carrillo     | UE Llagostera       | [ 69 ] |
| Marzo      | Lluís Carrillo     | UE Llagostera       | [ 70 ] |
| Abril      | Pepe Mel           | Real Betis Balompié | [ 71 ] |
| Mayo       | Pablo Machín       | Girona FC           | [ 72 ] |

## Fichajes
| Pos. | Jugador            | Club de destino  | Club de Origen   | Precio (€) |
| ---- | ------------------ | ---------------- | ---------------- | ---------- |
| 1.º  | Alen Halilović     | F.C. Barcelona B | Dinamo de Zagreb | 2.200.000  |
| 2.º  | Alfred N'Diaye     | Real Betis       | Sunderland       | 1.600.000  |
| 3.º  | Juan Carlos García | C.D. Tenerife    | Wigan A.F.C      | 1.200.000  |
| 4.º  | Javi Chica         | Real Valladolid  | Real Betis       | 800.000    |
| 5.º  | Jorge Casado       | Real Betis       | Real Madrid      | 500.000    |